# Schloss Glienicke

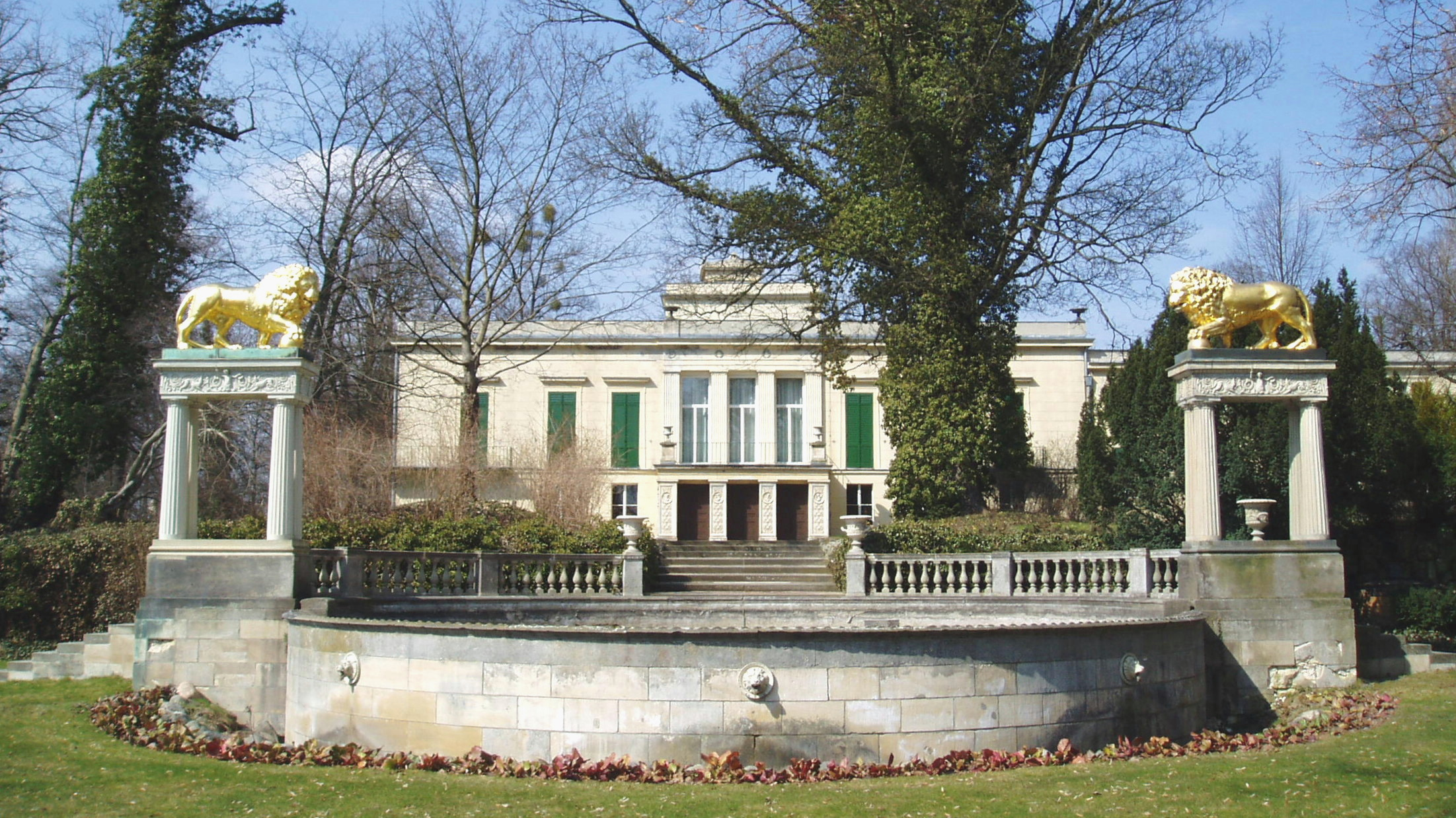
Südseite des Schlosses Glienicke mit der Löwenfontäne und den sogenannten Medici-Löwen

Schloss Glienicke war das Sommerschloss des Prinzen Carl von Preußen. Es liegt im Südwesten Berlins an der Grenze zu Potsdam nahe der Glienicker Brücke im Ortsteil Wannsee des Bezirks Steglitz-Zehlendorf. Verwaltet von der Stiftung Preußische Schlösser und Gärten Berlin-Brandenburg, ist das Schloss inmitten des Landschaftsparks Klein Glienicke zentraler Bestandteil eines Gebäudeensembles von architektur-, kunst- und kulturgeschichtlich bedeutenden Bauten aus der ersten Hälfte des 19. Jahrhunderts, die seit 1990 als Weltkulturerbe unter dem Schutz der UNESCO stehen.

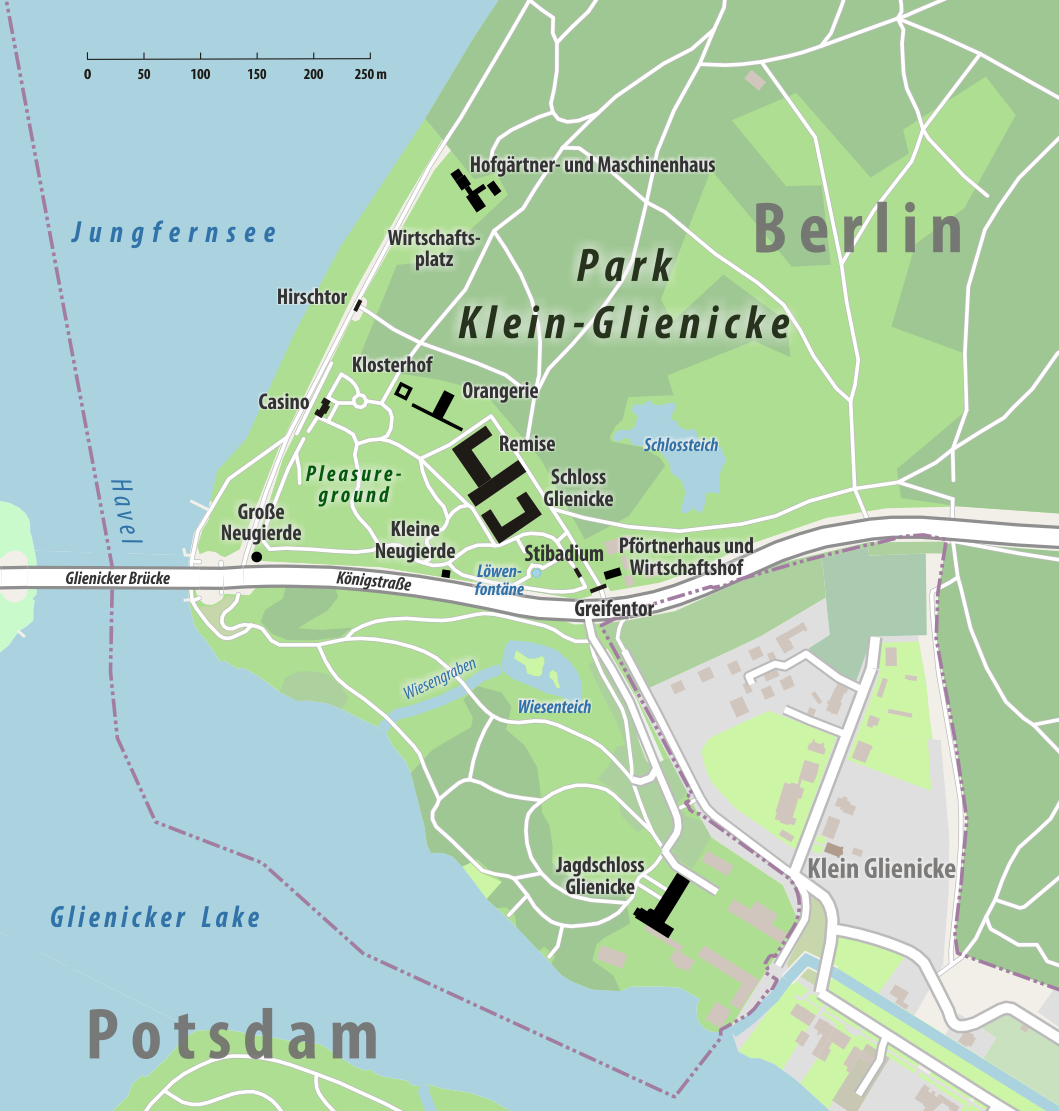
Park Klein-Glienicke

Die heutige klassizistische Form des ehemaligen Gutshauses aus dem Jahr 1753, mit dem Anspruch einer italienischen Villa, geht auf Umbauten und Erweiterungen zurück, die der Architekt Karl Friedrich Schinkel 1825 vornahm. Nach dem Tod Prinz Carls 1883 verwahrloste das Gebäude zusehends. Während des Zweiten Weltkriegs erfolgte eine Fremdnutzung als Lazarett und danach kurzzeitig als Offizierskasino der Roten Armee. Ab den 1950er Jahren beherbergten Schloss und Nebengebäude ein Sporthotel, und ab 1976 eine Heimvolkshochschule. Seit Ende der 1980er Jahre wird das Schloss als Museum genutzt, das Schinkel-Möbel und Kunstgegenstände ausstellt, die großteils aus dem Besitz des Prinzen Carl stammen. Im Westflügel eröffnete zudem im April 2006 das erste Hofgärtnermuseum Europas, das die Geschichte der preußischen Hofgärtner zeigt.

## Geschichte

### Kauf des Glienicker Geländes durch Hofrat Mirow
Den Grundstein für das Schloss Glienicke legte bereits Mitte des 18. Jahrhunderts der Berliner Arzt und Hofrat Johann Jakob Mirow (1700–1776). Der Leiter eines im ehemaligen kurfürstlichen Jagdschloss Glienicke eingerichteten Lazaretts erwarb 1747 ein weiter nördlich vom Jagdschloss gelegenes Gelände, das Kernstück des heutigen Areals, und ließ dort 1751 eine Ziegelei sowie 1753 ein Gutshaus errichten, das in damaligen Dokumenten schon als Schloss bezeichnet wird.
Nachdem der Hofrat in finanzielle Schwierigkeiten geraten war, kam es 1764 zur Versteigerung des Anwesens, das Generalmajor Wichard von Möllendorff für 6070 Reichstaler erwarb. Im Laufe der nachfolgenden Jahrzehnte wechselte die Gutsanlage in den Jahren 1771, 1773 und 1782 mehrmals den Besitzer, bis sie 1796 der aus Sachsen stammende und seit 1786 in preußischen Diensten stehende Oberstallmeister Carl Heinrich August Graf von Lindenau für 23.000 Reichstaler erwarb.

### Verschönerung der Gutsanlage durch Graf Lindenau

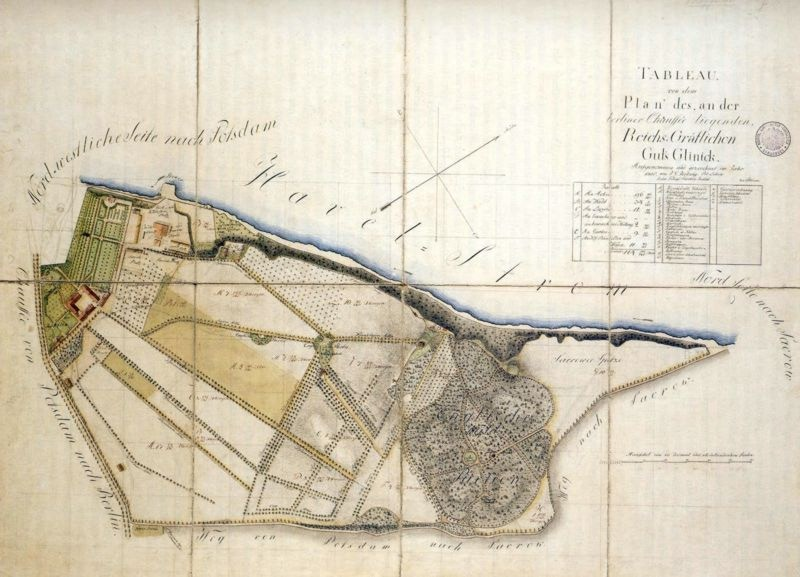
Plan des Gutsbesitzes Glienicke von 1805

Durch Umgestaltungen, die sich bis 1806 hinzogen, gab Lindenau dem gesamten Glienicker Anwesen ein neues Aussehen, in dessen Folge auch dem Gutshaus eine andere Bedeutung zukam. Das bisher nach rein wirtschaftlichen Gesichtspunkten genutzte und bebaute Gelände gestaltete Lindenau um, indem er zwischen landwirtschaftlichen Nutzflächen einzelne Partien gartenkünstlerisch gestaltete. Sie werden auf einer Planzeichnung von 1805 als „Englische Parthien“ ausgewiesen. Erstmals entstanden der Ästhetik und dem Luxus dienende Bauten, wie eine Orangerie an der Stelle des heutigen Stibadiums und ein davon westlich liegender Teepavillon, die sogenannte „Kleine Neugierde“, beide südlich des Gutshauses an der Chaussee Berlin–Potsdam, der heutigen Königstraße. Die gärtnerische und architektonische Ausschmückung um das Gutshaus wertete das Gebäude zum herrschaftlichen Landsitz auf. Die nun zu einer „ornamental farm“, auch „ferme ornée“, umgestaltete Gutsanlage nutzte der Besitzer sowohl wirtschaftlich als auch zur Erholung auf dem Land.
Nach der Niederlage Preußens gegen die napoleonische Armee bei Jena und Auerstedt 1806 geriet Graf Lindenau in finanzielle Schwierigkeiten. Neben den Kontributionszahlungen an Frankreich, die von Bürgern und Adeligen gleichermaßen aufgebracht werden mussten, und der wirtschaftlichen Stagnation Preußens hatte Lindenau zudem finanzielle Verluste bei dem Versuch, sein 1803 erworbenes Gut Büssow in der Neumark zu einer Musterwirtschaft auszubauen. Nach seiner Entlassung aus königlichen Diensten 1807 versuchte er, das Gut Glienicke zu verkaufen, was in der allgemeinen schwierigen Situation in Preußen jedoch ohne Erfolg blieb. Auch ein Verkaufsangebot Lindenaus an Karl August Graf von Hardenberg scheiterte im Oktober 1810, da dem preußischen Staatskanzler die finanziellen Mittel zum Kauf fehlten. Er bewohnte das Landhaus jedoch als Mieter in den Jahren 1811 und 1812 für jährlich 400 Reichstaler, bis es der Kaufmann Rudolph Rosentreter am 18. November 1812 für 20.000 Reichstaler erwarb. Der vermutlich durch Kollaboration mit der französischen Armee reich gewordene Rosentreter ließ neben zahlreichen Neuanpflanzungen auf dem Gelände auch Umbauten am Landhaus vornehmen, mit denen er Karl Friedrich Schinkel beauftragte. Noch während der Bauarbeiten zeigte Hardenberg erneutes Interesse an Glienicke.

### Ein Landsitz für Fürst Hardenberg
Durch sein Verdienst um die Reorganisation Preußens hatte Hardenberg großes Ansehen erworben. Nach dem Sieg über Napoleon erhob ihn Friedrich Wilhelm III. am 3. Juni 1814 in den Fürstenstand. Der Staatskanzler war inzwischen in der Lage, die für ihn günstig zwischen den Residenzen Berlin und Potsdam gelegene Glienicker Gutsanlage zu erwerben. Die Besitzübernahme erfolgte am 22. September 1814 zum Kaufpreis von 25.900 Reichstalern.

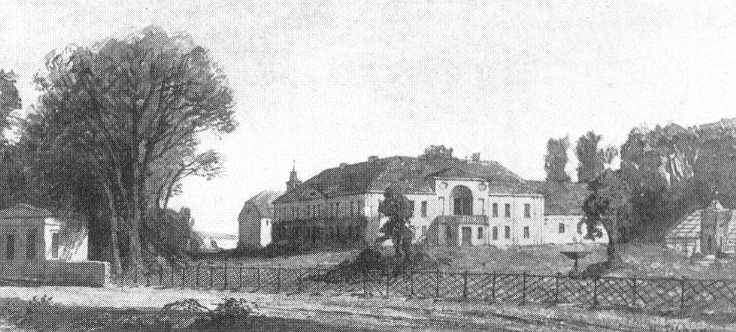
Glienicke zur Zeit des Fürsten Hardenberg,
Kupferstich um 1874, Hermann Schnee

Neben Umbauarbeiten des Gutshauses im Inneren und Äußeren ließ Fürst Hardenberg ab dem Herbst 1816 die nähere Umgebung des Landhauses gartenkünstlerisch umgestalten. Den Auftrag bekam Peter Joseph Lenné, der zu dieser Zeit noch Gartengeselle war. Aus einer „Englischen Gartenparthie“  mit Obstterrassen zwischen Landhaus, Havel und der heutigen Königstraße gestaltete er einen Pleasureground, eine schmückende Gartenanlage, die in der Gartenarchitekturtheorie des Fürsten Hermann von Pückler-Muskau als „ausgedehnte Wohnung“ nach außen galt. Weitere landschaftsgärtnerische Gestaltungen des gesamten Anwesens erfolgten durch Lenné in den darauffolgenden Jahren.
Nach dem unerwarteten Tod des Fürsten Hardenberg am 26. November 1822 boten sein Sohn Christian Graf von Hardenberg-Reventlow und seine Tochter Lucie Gräfin von Pückler-Muskau Glienicke zum Verkauf an. Trotz zahlreicher Interessenten warteten die Erben noch zwei Jahre, bis sie in Prinz Carl von Preußen den geeigneten Käufer fanden, der das begonnene Werk des Vaters zu schätzen wusste und die finanziellen Mittel besaß, den Glienicker Gutsbesitz weiterzuführen. Für 50.000 Reichstaler wechselte das Anwesen schließlich den Eigentümer. Nach Vertragsverhandlungen am 23. März 1824 fand am 1. Mai des Jahres die Eigentumsübergabe statt.

### Prinz Carl erfüllt sich seinen „Traum von Italien“

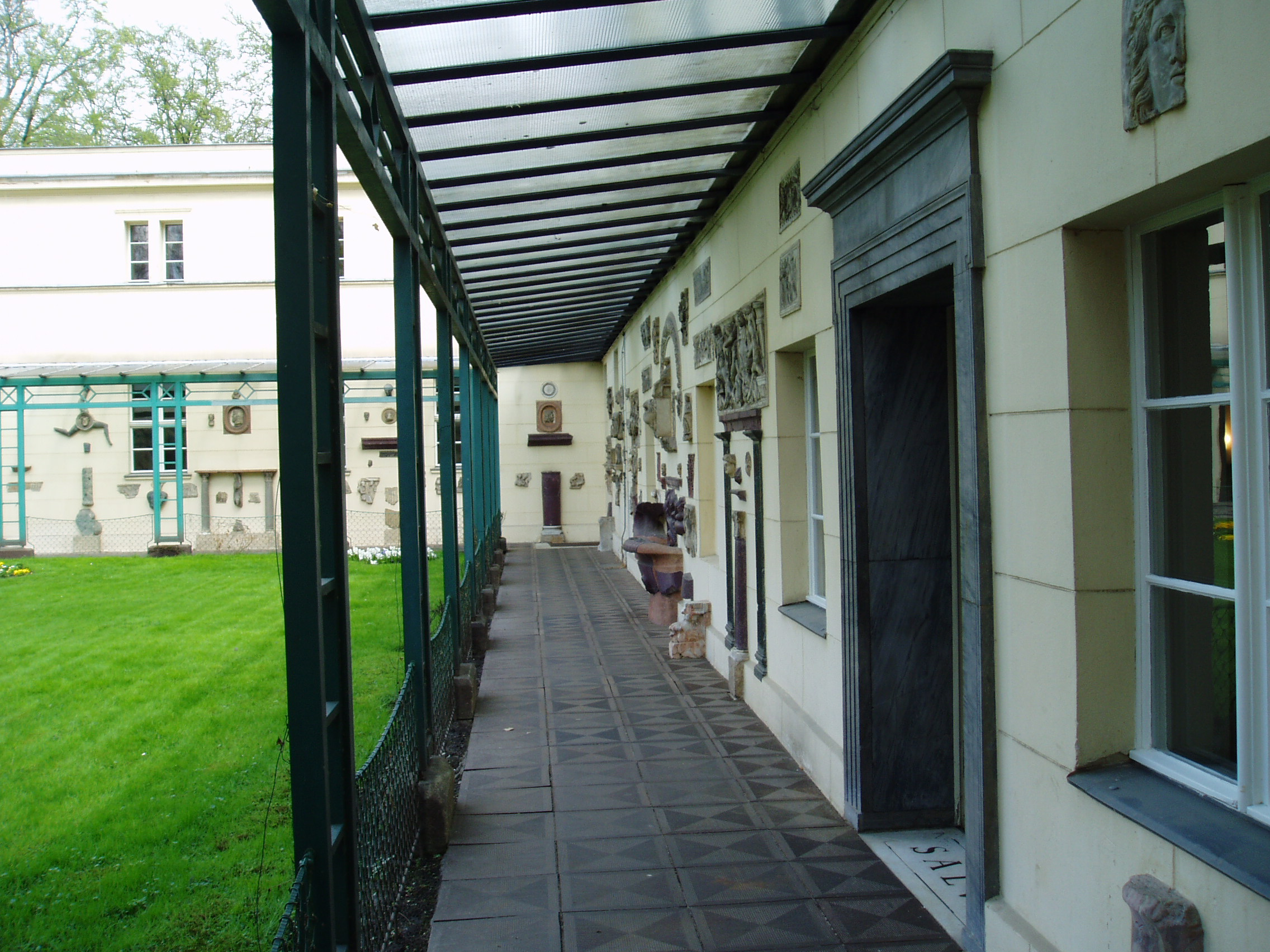
Ursprünglicher Haupteingang vom Gartenhof, Pergola und Spolien an den Wänden

Mit dem Kauf des Landgutes Glienicke war Prinz Carl der erste Sohn des preußischen Königs Friedrich Wilhelm III., der ein eigenes Anwesen besaß. Ihm folgten seine älteren Brüder Friedrich Wilhelm 1826 mit Schloss und Parkteil Charlottenhof und Wilhelm 1833 mit Park Babelsberg und 1835 mit dem Bau des gleichnamigen Schlosses. Wie Friedrich Wilhelm zeigte auch Carl großes Interesse an der Kultur der Antike. Diese „Leidenschaft für Antiken und andere Alterthümer“ weckte und förderte bereits in der Kindheit der Erzieher des Prinzen Heinrich Graf Menu von Minutoli. Umso beeindruckender war für Prinz Carl die erste Italienreise 1822, auf der ihn die Harmonie zwischen Landschaft, Architektur und Antike begeisterte. Mit diesen Eindrücken zurückgekehrt, stand für ihn der Entschluss fest, sich diesen „Traum von Italien“ im heimatlichen Berlin zu verwirklichen. Mit Skizzen zur Gestaltung einzelner Gebäude unterstützte Carls künstlerisch begabter Bruder Friedrich Wilhelm das Projekt. Einige Details dieser Vorschläge übernahmen die Architekten Karl Friedrich Schinkel und dessen Schüler und Mitarbeiter Ludwig Persius für ihre eigenen Entwürfe. In enger Zusammenarbeit mit dem Gartenarchitekten Peter Joseph Lenné entstand eine einzigartige, südlich anmutende Architektur- und Gartenlandschaft, die Prinz Carl mit Antiken aus seiner reichen Sammlung schmückte.
Mit dem Tod Prinz Carls am 21. Januar 1883 endete die Blütezeit der Glienicker Anlage. In seinem Testament verfügte er, dass sein Sohn und Haupterbe Friedrich Karl jährlich mindestens 30.000 Mark für den Unterhalt der Glienicker Bauten und Parkanlagen aufzuwenden habe. Diese Verfügung kam jedoch nicht lange zum Tragen, da Prinz Friedrich Karl bereits 57-jährig am 15. Juni 1885 verstarb und seinen Vater somit nur um zwei Jahre überlebte. Das Anwesen gelangte nun an seinen einzigen Sohn Friedrich Leopold, der kaum Interesse am Schinkelschloss zeigte. Er bezog nach seiner Eheschließung mit Louise Sophie von Schleswig-Holstein-Sonderburg-Augustenburg, einer Schwester der Kaiserin Auguste Viktoria, das zum Besitz gehörende Jagdschloss Glienicke und bewohnte es bis zum Ende der Monarchie. Durch bauliche Vernachlässigung begann der Verfall des Schlosses Glienicke, und durch den Verkauf antiker und mittelalterlicher Sammlerstücke war bereits in den 1920er Jahren vieles, was Prinz Carl über Jahrzehnte zusammengetragen hatte, weltweit verstreut.

### Zunehmende Verwahrlosung und Übergang in Staatsbesitz
Nach dem Ersten Weltkrieg und dem Ende der Monarchie verlegte Friedrich Leopold seinen Wohnsitz 1918 nach Lugano, wohin er zahlreiche Kunstgegenstände und Mobiliar mitnahm. Der Grundbesitz Glienicke einschließlich der Gebäude wurde zunächst von der neuen Regierung beschlagnahmt. Vor dem Hintergrund der gescheiterten Fürstenenteignung wurde es jedoch nach der Ratifizierung des Gesetzes über die Vermögensauseinandersetzung zwischen dem Preußischen Staat und den Mitgliedern des vormals regierenden Preußischen Königshauses am 26. Oktober 1926 an Friedrich Leopold zurückübertragen. Bereits zwei Jahre später versuchte der Prinz, Teile des Glienicker Areals an eine Grundstücksgesellschaft zu verkaufen. Dies scheiterte zunächst an einer Einstweiligen Verfügung vom 17. Juli 1929 von Seiten des preußischen Staates, der das Gelände als Parkanlage erhalten wollte. Nach den Vereinbarungen in der Vermögensauseinandersetzung unterlag der Staat in diesem Verfahren. Von abermaligen Verkaufsabsichten war das inzwischen verwahrloste Sommerschloss nicht betroffen, jedoch Teile des Inventars, die zusammen mit Ausstattungsstücken aus dem Jagdschloss 1930 oder Anfang 1931 zur Versteigerung kamen.

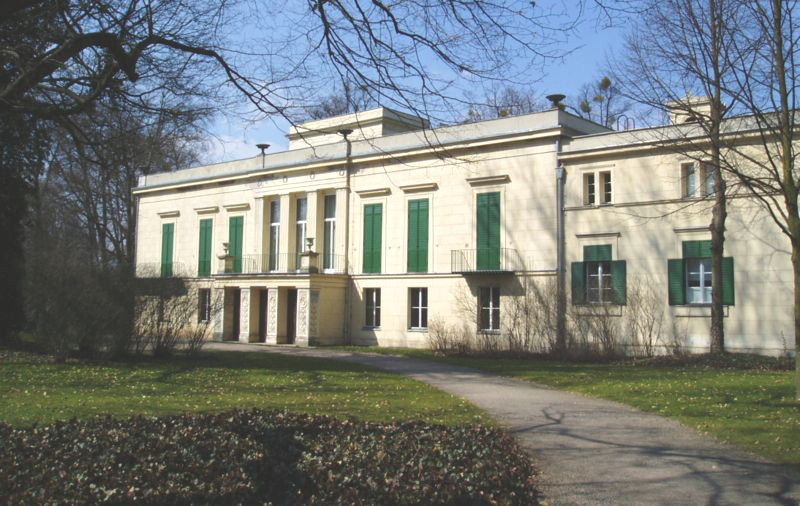
Südseite des Schlosses Glienicke

Am 13. September 1931 starb Prinz Friedrich Leopold auf seinem Landgut Krojanke im westpreußischen Landkreis Flatow. Zur Tilgung seiner Schulden kam es im November 1931 zu einer zweiten Versteigerung von Glienicker Kunstgegenständen aus Lugano. Das Erbe trat der erst 12-jährige Enkel Prinz Friedrich Karl an. Die älteren Söhne Friedrich Leopolds, Friedrich Sigismund (1891–1927) und Friedrich Karl waren bereits vor ihm gestorben und der dritte Sohn Friedrich Leopold jun. (1895–1959) vom Erbe ausgeschlossen. Er bekam jedoch Wohnrecht in Glienicke und vermutlich Eigentumsrecht am beweglichen Inventar. Mit seinem Freund seit Jugendtagen, Friedrich Münchgesang alias Baron Fritz Cerrini, lebte er im Kavalierflügel der Schlossanlage, bis sie nach dem Verkauf des Schlosses 1939 auf das Gut Imlau bei Werfen im Salzburger Land zogen. Wie schon in Glienicke begonnen, veräußerten sie auch von dort Kunstgegenstände, die teilweise aus Prinz Carls Zeit stammten.
Noch zu Lebzeiten Friedrich Leopolds sen. erhielt die Dresdner Bank nach größeren Kreditaufnahmen durch den hochverschuldeten Prinzen als Sicherheit einen großen Teil des Glienicker Parkgeländes. In einem Aktientauschgeschäft zwischen der Bank und der Stadt Berlin gelangte diese Parkfläche mit Grundbucheintrag vom 29. April 1935 in den Besitz der Reichshauptstadt. Das stark verwahrloste Sommerschloss und die unmittelbare Umgebung, einschließlich des Jagdschlosses mit Jagdschlosspark blieben zunächst Eigentum Friedrich Karls jun. Ende 1937 fanden zwischen beiden Parteien Verhandlungen wegen der nötigen Instandsetzung des Sommerschlosses statt, die jedoch wegen Meinungsverschiedenheiten über den Umfang der Arbeiten scheiterten. Ein darauffolgendes Kaufangebot von Seiten der Stadt schlug der 20-jährige Prinz zunächst aus, woraufhin ihm nahegelegt wurde, das Angebot entweder zu akzeptieren oder zwangsenteignet zu werden. So ging auch der restliche Teil der Parkanlage am 1. Juli 1939 in den Besitz der Stadt Berlin über. Diese war nun alleiniger Eigentümer des gesamten Glienicker Areals einschließlich aller Gebäude. Eine 1986 eingereichte Schadenersatzklage des Prinzen wegen des erzwungenen Verkaufs durch die Nationalsozialisten fiel am 14. Oktober 1987 zu Gunsten des Landes Berlin aus, ebenso das Urteil im Berufungsprozess vom 20. April 1989.

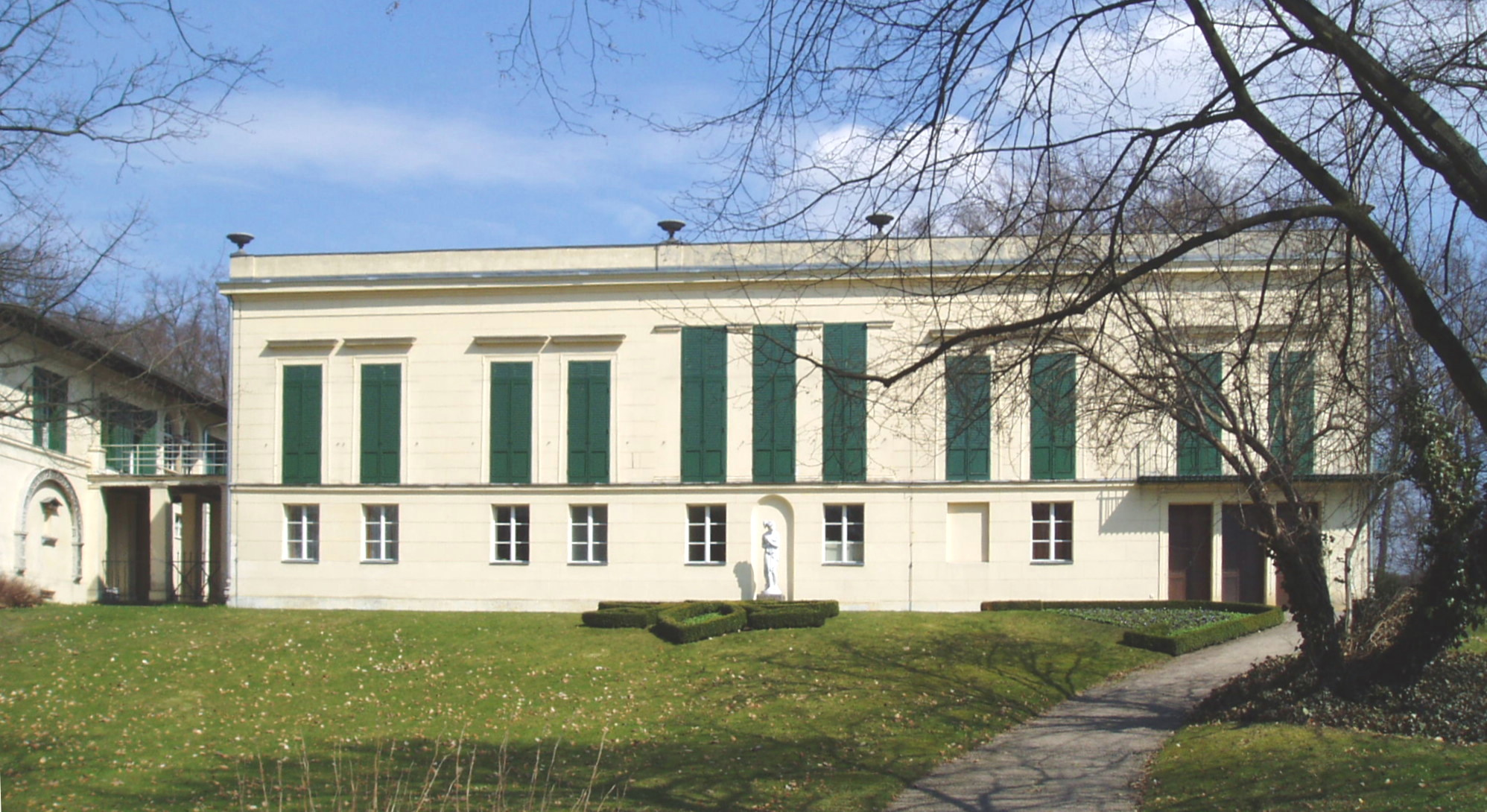
Westseite des Schlosses Glienicke

Anfang 1940 bekam der Architekt Dietrich Müller-Stüler, ein Urenkel Friedrich August Stülers, den Auftrag, Diensträume für den Berliner Stadtpräsidenten und Oberbürgermeister Julius Lippert zu schaffen. Lippert nutzte bereits seit 1935 den an der nördlichen Spitze des Areals gelegenen Jägerhof als Landsitz und war seitdem am Kauf des Schlosses durch die Stadt Berlin interessiert, zumal seit 1935 Planungen vorsahen, die nur wenige Meter entfernt liegende Königstraße – zu der Zeit Reichsstraße Nr. 1 genannt – als prachtvolle Verbindung zwischen Potsdam und der Reichshauptstadt zu verbreitern. Ob oder in welchem Umfang Umbaumaßnahmen im Innern des Gebäudes stattfanden, ist nicht mehr nachweisbar, da die Originalakten unauffindbar sind und Lippert bereits im Juli 1940 aus seinem Amt entlassen wurde. Noch während des Zweiten Weltkriegs, vermutlich ab ca. 1942, erfuhr das Schloss eine Nutzungsänderung als Lazarettgebäude und nach der Kapitulation kurzzeitig als Offizierskasino der russischen Besatzung, die die obere Etage zudem als Pferdestall nutzte.
Auf der Suche nach einem geeigneten Investor für die längst fälligen Sanierungsarbeiten übergab die Stadt Berlin den verwahrlosten Schlosskomplex 1950 an die Berliner Sport-Toto GmbH zur Nutzung als Sporthotel. Bis 1966 blieb die Pflege und Verwaltung in der Verantwortung des Sport-Totos; danach ging sie zur West-Berliner Verwaltung der Staatlichen Schlösser und Gärten über. Als das Sport-Toto das Sporthotel aufgab, übernahm von 1976 bis 1986 die Heimvolkshochschule die Räume für Schul- und Übernachtungszwecke. In dieser Zeit oblag die Verwaltung dem Schul- und Jugendsenator der Stadt Berlin.

### Heutige Nutzung

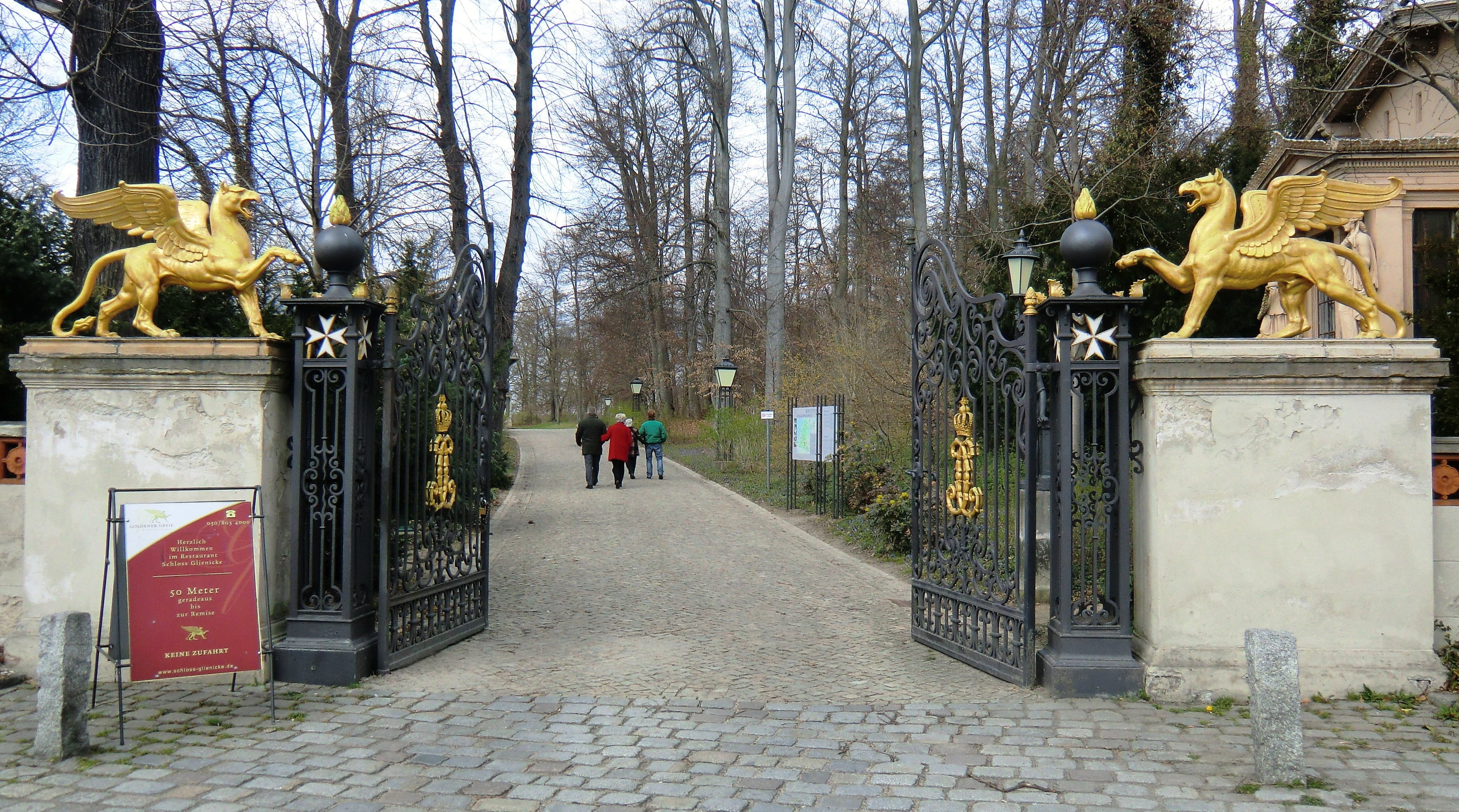
Johannitertor, auch Greifentor. Haupteingang zum Schlosspark Glienicke

Seit dem Auszug der Heimvolkshochschule und der Übergabe an die Schlösserverwaltung am 1. Januar 1987 wird das Gebäude nach erneuten Renovierungsarbeiten als Schlossmuseum genutzt, in dem einige Räume mit Ausstattungsstücken aus dem Besitz des Prinzen Carl besichtigt werden können. Sie stammen zum Teil von verschiedenen Stiftungen und aus dem Vermächtnis des Prinzen Friedrich Leopold jun. an seinen Lebensgefährten Baron Cerrini, der in den 1970er Jahren durch mehrere Schenkungen und eine letztwillige Verfügung dem Land Berlin Ausstattungsstücke und Dokumente überließ mit der Maßgabe, sie in Glienicke zu verwenden. Baron Cerrini starb am 12. September 1985. Neben der musealen Nutzung finden an den Wochenenden im Gartensaal außerdem Konzertveranstaltungen statt.
Nach der deutschen Wiedervereinigung und der Zusammenlegung beider Schlösserverwaltungen von Ost und West am 1. Januar 1995 wird das Gebäude von der Stiftung Preußische Schlösser und Gärten Berlin-Brandenburg verwaltet, die am 22. April 2006 in einigen Räumen des Schlosses zudem das erste Hofgärtnermuseum Europas eröffnete. Neben historischen Gartenplänen, Messinstrumenten, Gartengeräten und zeitgemäßen Möbelstücken einer gutsituierten Hofgärtnerfamilie zeigen Biografien und historische Dokumente die vielfältige Ausbildung preußischer Hofgärtner. In einer Vitrine werden die Tabakspfeife, der Ehrenbürgerbrief der Stadt Potsdam und eine Schale mit dem Lorbeerkranz zum 50-jährigen Dienstjubiläum des Gartendirektors Peter Joseph Lenné ausgestellt, der durch seine Garten- und Landschaftsgestaltungen das Bild der Berlin-Potsdamer Kulturlandschaft entscheidend geprägt hat.
Im Schloss Glienicke hat außerdem der Verein der Freunde der Preußischen Schlösser und Gärten e. V. seine Geschäftsstelle. Die Mitglieder engagieren „sich für Erhalt und Restaurierung der ehemals Königlichen Schlösser und Gärten, die von der Stiftung Preußische Schlösser und Gärten Berlin-Brandenburg betreut werden.“

## Architektur

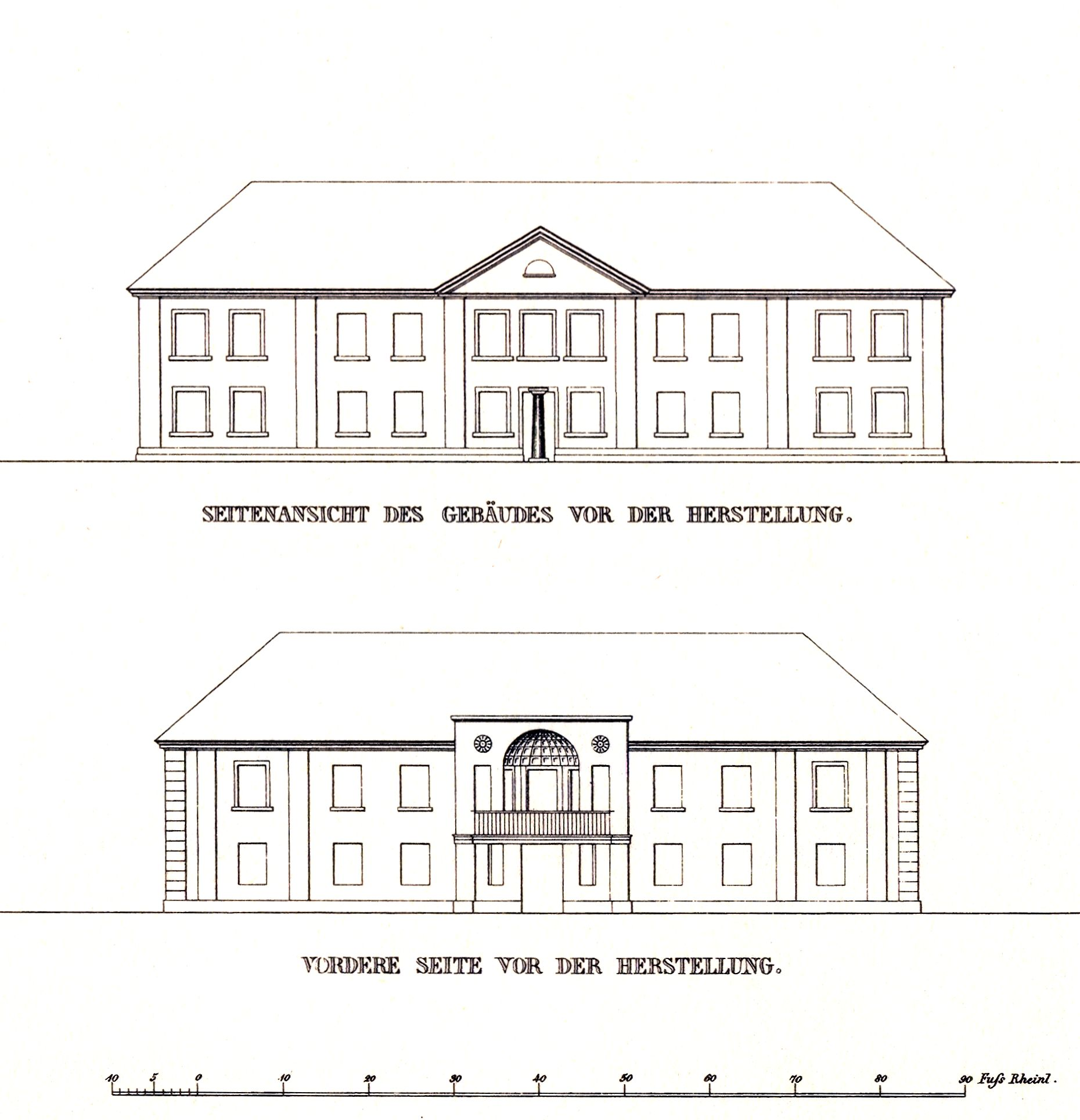
Das Gutshaus nach dem ersten Umbau um 1814. Oben: Westseite; unten: Südseite

### Das Gutshaus
Von dem 1753 erbauten Gutshaus sind weder Ansichten noch Pläne überliefert. Da durch nachfolgende Besitzer keine Umbaumaßnahmen bekannt sind, wird für das mögliche Aussehen des Mirow’schen Hauses eine 1837 von Schinkel erstellte Zeichnung zugrunde gelegt, auf der er den Zustand des Gebäudes vor dem Umbau 1825 festhielt. Das Blatt wurde in der Sammlung architektonischer Entwürfe veröffentlicht. Demnach war das Gebäude im typischen Stil eines Gutshauses aus der Mitte des 18. Jahrhunderts zweigeschossig mit hohem Walmdach. Ein leicht vorspringender Mittelrisalit mit einem bis ins Dach reichenden Dreiecksgiebel betonte die Mittelachse an der Westseite. Das Gutshaus mit L-förmigem Grundriss und ein nordöstlich angelegtes rechteckiges Wirtschaftsgebäude bildeten eine Gebäudegruppe in der Form eines „U“.

### Erweiterung durch den Bau von Ökonomiegebäuden

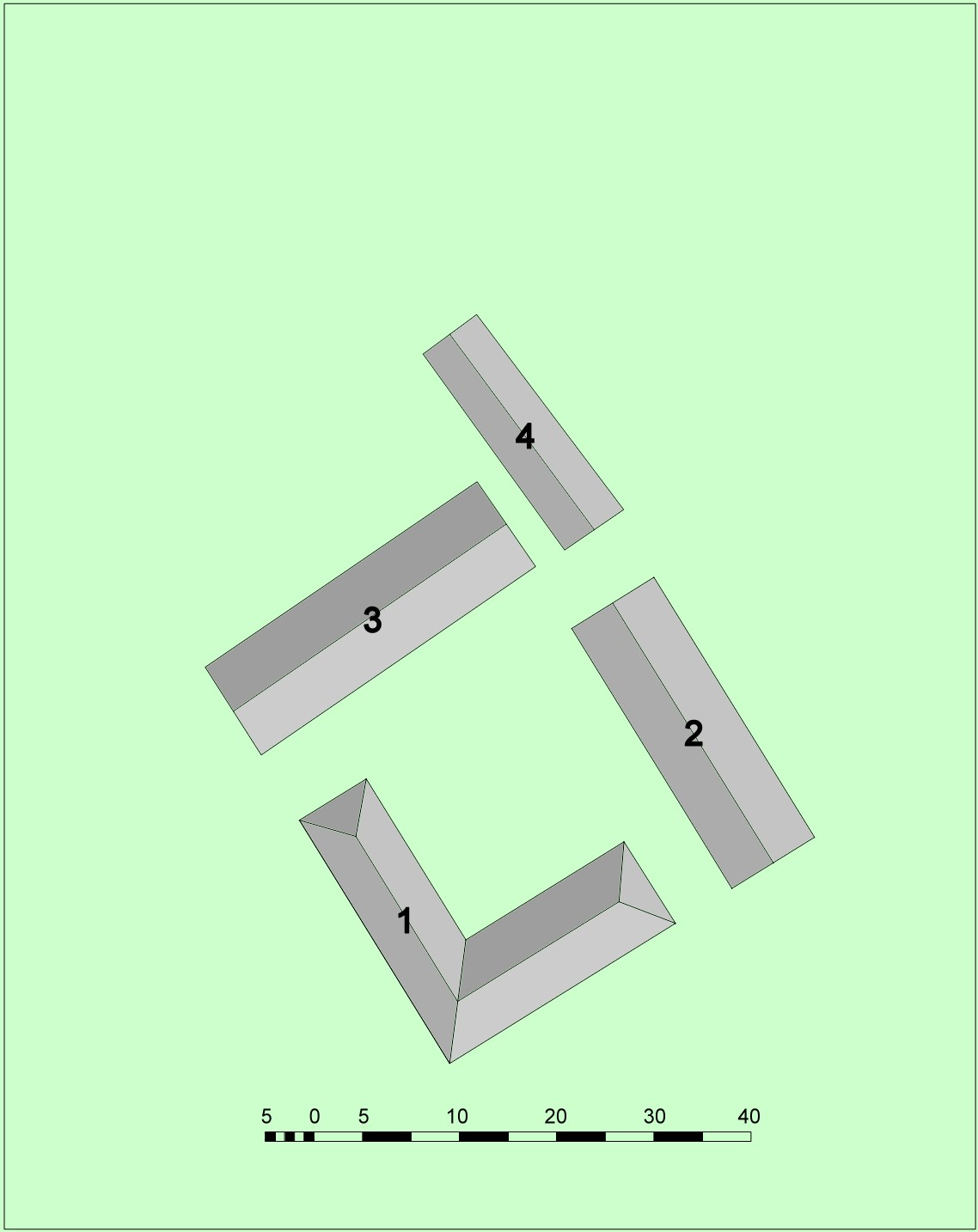
1 Hauptgebäude 2 Wirtschaftsgebäude. Hinzugekommen unter Graf Lindenau: 3 Wirtschaftsgebäude mit Pferdestall 4 Wagenremise

Neben der Verschönerung des Gutsgeländes ließ Graf Lindenau die U-förmige, nach Norden offene Gebäudegruppe durch den Bau eines weiteren Wirtschaftsgebäudes mit Pferdestall schließen, sodass ein „lockeres Geviert“ entstand. Wie das Gutshaus erhielt der langgestreckte Bau ebenfalls ein Walmdach. In Verlängerung des neuen Ökonomiegebäudes kam östlich ein kleines, auf späteren Plänen als Wagenremise bezeichnetes Gebäude hinzu. Veränderungen am Gutshaus in der Zeit Lindenaus sind nicht bekannt. Sie erfolgten erst nach dem Kauf des Besitzes durch den Kaufmann Rudolph Rosentreter, der Karl Friedrich Schinkel mit den Umbauten beauftragte. Aus einem für Fürst Hardenberg vor dem Kauf erstellten Gutachten geht hervor, dass Rosentreter „die Aufführung eines balcon im Wohnhause, die Erbauung der unteren Etage, dessen neue Einrichtungen, die nur soeben vollendet […] ferner die Erweiterung der Treibereien, das Ameublement der unteren Etage […] circa rtl. 8.000“ hat vornehmen lassen.

### Neugestaltung der Außenfronten und Innenräume
Die bereits unter Rosentreter begonnenen Umbaumaßnahmen ließ Fürst Hardenberg durch Schinkel fortführen, sodass das Landhaus auf der Südseite ein neues Aussehen bekam. Wie bereits auf der Westseite erhielt auch die Südfront eine Betonung des Mittelteils, jedoch viel raumgreifender. Schinkel setzte dem Erdgeschoss einen halbkreisförmigen Anbau vor, dem im Obergeschoss eine leicht in das Gebäude gezogene, apsidenförmige Nische entsprach, wodurch sich ein fast kreisförmiger Balkon bildete.
Auch im Innern gab es bauliche Veränderungen. Um mehr Raumhöhe zu erreichen, wurde das Erdgeschoss um rund 63 cm tiefer gelegt, ebenso die Unterfangung der Fundamente. Durch Herausnahme von Querwänden entstand im Erdgeschoss des Südflügels ein dreiteiliger Saal, dem sich verschiedene Räume anschlossen. Wie einem 1817 erstellten Schlüsselplan zu entnehmen ist, befanden sich östlich das Grüne Zimmer und eine Mädchenstube, auf der Westseite das Rothe Zimmer und ein Badezimmer. Im Westflügel lagen die Wirtschaftsräume wie Küche, Speisekammer, Waschküche und eine Bedientenstube. Zwei Treppenaufgänge im Vestibül auf der Nordseite des Südflügels führten in das Obergeschoss. In der Mitte lag der quer über die ganze Gebäudetiefe gehende Blaue Saal. An ihn grenzte auf der Ostseite das Appartement des Fürsten mit Wohnzimmer, Grünem Schlafzimmer, Geheimem Cabinet und Kammerdienerstube. Auf der Westseite hatte die Fürstin ihre Räume mit Vorzimmer, Grünem Eckzimmer, Rosa Cabinet und angrenzend im Westflügel dem Dunkelgrünen Zimmer mit Garderobe, dem Blauen, Kleinen grünen und dem Kleinen rothen Zimmer. Aus Platzmangel mussten Gäste und Dienerschaft im östlich angrenzenden Ökonomiegebäude, dem späteren Hofdamenflügel, untergebracht werden, das für diese Zwecke ebenfalls umgebaut wurde. Da Grundrisspläne fehlen, sind Einzelheiten der Raumaufteilung nicht bekannt. Im Winter 1816 kamen die Bauarbeiten zum Abschluss, welche jedoch schon neun Jahre später durch den Nachbesitzer erneut aufgenommen werden sollten. Wiederum bekam Karl Friedrich Schinkel den Auftrag für eine völlige Neugestaltung des Gebäudeensembles.

### Vom Landhaus zum klassizistischen Schloss
Nach dem Kauf des Anwesens bewohnte Prinz Carl das Landhaus zunächst ohne bauliche Veränderungen. Im Januar 1825 lagen jedoch schon Umbaupläne vor, die Ludwig Persius nach Schinkels Angaben zeichnete. Ebenfalls von Persius erstellte Entwürfe zur Neugestaltung des unter Hardenberg veränderten ehemaligen Ökonomiegebäudes im Osten, des so genannten Hofdamenflügels, folgten im März 1825. Die Umbauarbeiten begannen im Frühjahr des darauffolgenden Jahres und kamen im Sommer 1827 zum Abschluss.

#### Umbau durch Karl Friedrich Schinkel
Schinkel entwarf für Prinz Carl ein Sommerschloss im Stil des Klassizismus, wobei er im Wesentlichen die Außenfassade und die Baumasse umgestaltete. Er veränderte den Grundriss der Gebäudegruppe, indem er den Hofdamenflügel um ein Drittel seiner Länge kürzte und mit dem Haupthaus verband, sodass sich der im Innern des Gebäudekomplexes liegende Gartenhof nach Osten zum Landschaftspark hin weiter öffnete. Schinkel entfernte das hohe Walmdach und verdeckte das nun flach geneigte Zinkblechdach mit einer umlaufenden Attika, die er an den Ecken mit Schalen und Vasen aus gesandetem Zinkguss schmückte. Der neu aufgetragene Putz erhielt durch eingeritzte Fugen das Aussehen einer Steinquaderung.
Dem erst zehn Jahre zuvor erbauten halbkreisförmigen Balkonanbau aus der Zeit des Fürsten Hardenberg gab Schinkel eine strengere Form. Er gestaltete ihn rechteckig mit zwei Pfeilern und geschlossenen Mauerzungen an den Seiten. Die darüberliegende apsidenförmige Nische ersetzte er durch drei hohe Fenstertüren zwischen leicht vorgezogenen, kannelierten Pfeilern und einem nach oben abschließenden Kranzgesims. Mit einem Scheinrisalit bekam die Westfassade ein ähnliches Aussehen. Einen weiteren Balkon, welcher eine gute Aussicht auf den Pleasureground bot und der von dem für Prinz Carl eingerichteten Eckzimmer betreten werden konnte, ließ Schinkel um die Südwestecke laufen. Um die lange Horizontale der südseitigen Attika aufzulockern, wurde dem Dach eine Turmterrasse aufgesetzt. Die kubische Form passte sich der Architektur des Schlossgebäudes an und betonte den Mittelteil auf schlichte Art.
Der Haupteingang blieb unverändert, fast versteckt vom Gartenhof erreichbar. Auf der Türschwelle begrüßten den Gast Messing-Lettern auf einer weißen Marmorplatte mit dem Wort SALVE. Zur Belebung der strengen Fassade setzte Schinkel eine Pergola aus Gusseisen, die er entlang der hofseitigen Außenwände führte, und zitierte mit dieser Gestaltung den römischen Senator und Literaten Plinius d. J. Dieser hatte in Briefen an seine Freunde Gallus und Apollonaris seine Villen Tuscum im Apennin und Laurentinum südlich von Ostia am Mittelmeer beschrieben. Neben Stichwerken griechisch-römischer Bauten fand Schinkel in Zusammenarbeit mit Lenné auch in den Villenbeschreibungen des Plinius Anregungen für seine Entwürfe, die nicht nur Glienicke, sondern später ebenfalls die Planungen von Charlottenhof und der Römischen Bäder im Park Sanssouci beeinflussten. Rekonstruktionszeichnungen des Tuscum und Laurentinum, die Schinkel 1833 nach dem Plinius-Text anfertigte, wurden 1841 im Architektonischen Album publiziert.
Die Situation in Glienicke findet sich in Tuscum, dessen Hauptzugang eine kleine, versteckte Tür war, erreichbar über einen Säulengang, der den Gartenraum umrahmte. Helmuth Graf von Moltke, der als Adjutant des Prinzen Carl zeitweise im Kavaliergebäude wohnte, schrieb 1841 in einem Brief an seine spätere Frau Marie: „Wunderhübsch ist der Hof, auf welchen meine Fenster gehen. Auf einem Grasteppich wie grüner Sammet steigt eine zierliche Fontäne empor, und rings umher zieht sich eine Veranda, die mit Passionsblumen und Aristolochien dicht bekleidet ist.“ Die Fassaden ließ Prinz Carl mit Spolien schmücken, die unter der Leitung des Bildhauers Christian Daniel Rauch nach rein dekorativen Gesichtspunkten in die Außenwände eingemauert wurden. Der Boden erhielt einen Belag aus geriffelten Gusseisenplatten mit Kreuzfugeneinteilung. Den Pergolaeingang gestaltete Schinkel schlicht mit Pfeilern und Querbalken. Persius baute ihn später tempelartig um. Ein 1827 von Julius Schoppe gemaltes Wandbild, Pegasus von Nymphen gewaschen und getränkt, zierte die südwestliche Hofecke über einem offenen Kamin. Als Vorbild diente dem Maler das Gemälde des Grabmals der Nasonier aus der Zeit um 160 n. Chr. an der Via Flaminia bei Rom. Durch die Vernachlässigung des Schlossgebäudes in späterer Zeit wurde die Wandmalerei zerstört.

#### Umgestaltung im Innern
Über den Umbau im Schlossinnern zur Zeit Prinz Carls sind nur spärliche Quellen vorhanden. Aufschluss über die baulichen Veränderungen durch Schinkel gibt ein vermutlich um 1826 erstellter Grundrissplan des Ober- und Untergeschosses, der zum Vergleich mit dem so genannten Schlüsselplan von 1817 herangezogen werden kann. Die Grundrisspläne lassen im Vergleich keine wesentlichen Veränderungen im Schlossinnern erkennen. Neben wenigen Wanddurchbrüchen für Verbindungstüren bekamen einige Räume einen leicht veränderten Grundriss, weil neue Wände eingezogen oder bestehende versetzt wurden. Diese kleinen Umbauten erfolgten vor allem im Westflügel, dessen Wirtschaftsräume anschließend als Gästezimmer, vermutlich für Hofkavaliere, dienten. Das Badezimmer blieb räumlich erhalten. Die Küche verlegte man in den nördlichen Teil des Hofdamenflügels, der im Süden Zimmer für Secretaire, Adjutant und Cavalier beherbergte. Eine Treppe in der Mitte des Flügels führte in das Obergeschoss zu den Zimmern, die wahrscheinlich die Dienerschaft bewohnte. Im östlichen Bereich des dreiteiligen Gartensaals wurde ein Billard aufgestellt. Der an den Saal nach Osten grenzende Raum trägt die Bezeichnung eine Hofdame und das daran nach Norden anschließende Zimmer Jungfer.
Im Obergeschoss erhielt der Blaue Saal, nun Roter Saal genannt, nach der Entfernung der in den Raum greifenden, apsidenförmigen Nische etwas mehr Wohnfläche. Die Kammerdienerstube (Schlüsselplan Raum 16) bekam eine Treppe zum Dachboden und das ehemalige Schlafzimmer des Fürsten Hardenberg (Schlüsselplan Raum 14) einen kleinen Balkonaustritt. Zudem wurde die Nordwand zum dahinterliegenden Geheimen Cabinett durchbrochen, sodass eine nun zum Schlafraum gehörende Bettnische entstand. Prinz Carl bezog die ehemaligen Räume der Fürstin Hardenberg auf der Westseite, wogegen seine Gemahlin Prinzessin Marie im Tausch das östlich gelegene kleinere Appartement des Fürsten bewohnte.

#### Veränderungen durch Ludwig Persius
Als Nachfolger des 1841 verstorbenen Karl Friedrich Schinkel übernahm Ludwig Persius die Bauaufgaben in Glienicke. Noch zu Schinkels Lebzeiten waren Ende der 1830er Jahre kleinere Ausschmückungen am Schlossgebäude geplant, die aber nicht zur Ausführung kamen. Lediglich die Pfeiler und Wandzungen des Balkonvorbaus an der Südseite wurden mit Ornamentplatten aus Zinkguss verkleidet. Die ornamentale Gestaltung zeigt ein Band aus Akanthusvoluten und auf je einem Medaillon Putten mit ländlichen Motiven. Die Berliner Gießerei Moritz Geiß führte die Arbeiten nach Persius aus, wie unter einer Katalogabbildung der Zinkgussfirma vermerkt ist. Trotz des Hinweises auf den Architekten wird die Urheberschaft für den Entwurf durch andere Quellen in Frage gestellt, welche auf Schinkel oder Christian Daniel Rauch verweisen. Sicher belegt ist die Umgestaltung des Pergolaeingangs durch Persius. Der schlichte Zugang zum Gartenhof bekam 1840 einen viersäuligen dorischen Portikus in der Art eines kleinen Propylons vorgesetzt, der den Eingangsbereich repräsentativer hervorhob. Ein umlaufender Fries aus Zinkguss zwischen Architrav und Dreiecksgiebel zeigt Eroten aus der griechischen Mythologie und entstand nach einem Entwurf Schinkels in der Gießerei Geiß. Eine heute verschollene Akroterfigur des Achilles von Christian Daniel Rauch bekrönte den Dachfirst. Dem Tempelchen zur Seite stellte Persius je eine rechteckige Steinbank. Die Bankwangen sind jeweils mit einem Mischwesen mit Greifenfüßen verziert, Volutenkratere aus Zinkguss schmücken die hohen Rückenlehnen.
Im Jahr 1844 erhöhte Persius den Hofdamenflügel. Mit einer umlaufenden Attika passte er den Dachbereich der Frontansicht des Hauptgebäudes an. In die Mezzaninfenster setzte er als antikisierenden Bauschmuck Löwenstützen als Mittelpfeiler. Sie sind Zinkguss-Nachbildungen eines römischen Tischträgers – eines aufklappbaren Metallständers, auf den eine Tischplatte gelegt werden konnte. Weitere kleinere Veränderungen am Schlossgebäude, wie einzelne Zumauerungen von Erdgeschossfenstern, sind nicht genau datierbar. Sie erfolgten wahrscheinlich im Zusammenhang mit Umbauten im Schlossinnern. Das betrifft auch die flache Nische am Westflügel des Schlosses mit einer Nachbildung der Venus Italica. Das Original von Antonio Canova steht im Palazzo Pitti in Florenz. Die Glienicker Figur ist bis 1938 nachweisbar und wurde in späterer Zeit durch eine neuerliche Kopie ersetzt.
Mit den durch Persius vorgenommenen Veränderungen am Schlossgebäude endeten die Baunachrichten zu Lebzeiten Prinz Carls. Informationen über die Zeit nach 1845 sind kaum vorhanden oder unvollständig und beziehen sich zumeist auf andere Gebäude des Glienicker Areals. Ab 1859 konzentrierten sich Carls Interessen zunehmend auf die Umbaumaßnahmen des im selben Jahr erworbenen Jagdschlosses Glienicke, das südöstlich anstoßend auf der anderen Seite der Königstraße liegt.

### Sanierungsmaßnahmen in den 1950er Jahren und weitere Nutzung
Die nach dem Tod Prinz Carls über Jahrzehnte immer weiter zunehmende Verwahrlosung der Glienicker Bauten führte erst nach dem Zweiten Weltkrieg zwischen 1950 und 1952 zu größeren Sanierungsmaßnahmen, um den gesamten Schlosskomplex aus Mitteln des Fußballtotos als Sportlerwohnheim zu nutzen. Der für Aufenthaltsräume vorgesehene Mittelbau des Schlosses blieb mit den Schinkel’schen Raumgrundrissen weitestgehend unverändert. Jedoch wurden die Reste der originalen Ausstattungsdetails wie beispielsweise Fenster- und Türrahmungen, Parkettböden und Wandputze unwiederbringlich entfernt und lediglich in Anlehnung an den Schinkel’schen Stil wiederhergestellt. Die Zerstörung von Resten alter Bausubstanz war in den 1950er Jahren eine nicht selten praktizierte Vorgehensweise, deren Gründe in der allgemeinen Wiederaufbauphase zu finden sind, die sehr oft weder Zeit noch Interesse und Möglichkeiten für intensive Untersuchungen zuließ.
Unter pragmatischen Gesichtspunkten erfolgte die Sanierung und räumliche Gestaltung der Seitenflügel, in denen die Schlafräume untergebracht waren. Der Hofdamenflügel wurde völlig entkernt, unterkellert und für den Einbau einer Treppe in das Obergeschoss nach Norden verlängert. Das von Persius errichtete kleine Propylon am Eingang zum Gartenhof kam dadurch vor dem Hofdamenflügel zu stehen und ist seitdem der Haupteingang in das Schlossinnere. Die gusseiserne Pergola wurde durch eine aus Holz ersetzt, die der Schinkel’schen Form ähnelt. Bodenmosaike vor der ostseitigen Eingangstür mit dem ligierten Spiegelmonogramm „C“ unter der Königskrone und Johanniterkreuze verweisen auf Vornamen und Herrenmeisterwürde des Prinzen. Im Innern wurden der Empfangsraum, von dem ein Flur weiter bis ins Vestibül führt, Verwaltungsräume, eine Küche und die Haustechnik untergebracht. Durch die Umbauten gingen die Schinkel’schen Raum- und Gebäudeproportionen sowie Blickbeziehungen vom Gartenhof nach Osten in die Parkanlage in ihrer Weite bis heute verloren.

## Die Räume des Schlossmuseums
Wie für den Umbau im Schlossinnern zur Zeit Prinz Carls sind ebenso spärliche Quellen über dessen Ausstattung vorhanden. Hinweise beschränken sich auf Fotoaufnahmen, die der Architektur- und Kunsthistoriker Johannes Sievers bei Bestandsaufnahmen Ende der 1930er und in den 1940er Jahren sowie um 1950 fertigte. Sie zeigen den verwahrlosten Zustand der Schlossräume, aber ausschnitthaft auch einige Ausstattungsdetails.
Die neue Möblierung des Schlosses nach den Sanierungsmaßnahmen in den 1950er Jahren entsprach dem Zeitgeschmack, zumal die originalen Stücke nicht mehr vorhanden waren. Schon bei einer Bestandsaufnahme 1942, noch während des Krieges, vermerkte Sievers: „Kein Aktenstück, kein Brief ist erhalten, der uns über die Art der Möblierung des Schlosses und Schinkels Mitwirkung daran unterrichtet […].“ Jedoch fanden bis heute erhaltene Kopien zweier von Schinkel entworfener Ecksofas ihren ursprünglichen Platz bereits in den 1950er Jahren wieder. Als unbewegliche Ausstattungsstücke sind sie im 1826 erstellten Grundrissplan eingezeichnet und standen im Weißen Salon des Prinz-Carl-Appartements.

### Vestibül
Nach den wenigen durch Sievers auf Fotos dokumentierten Ausstattungsdetails hatten die Wände des Vestibüls, der Treppenaufgänge und die Treppenvorplätze im Obergeschoss einen weißen Farbanstrich. Je nach Größe der Fläche waren sie durch dunkelblaue und kirschrote Linien in ein oder mehrere hochrechteckige Felder gegliedert, deren deckenseitiger Abschluss als flachgestrecktes Dreieck mit Akroterien an den Spitzen oder ähnlicher Ornamentik geschmückt war. Diese in ihrer Formensprache an einfache römische Malerei erinnernde Wandgestaltung ist in den 1990er Jahren rekonstruiert worden. Erhalten geblieben ist ein Gipsmedaillon mit dem Bildnis der Prinzessin Marie im Obergeschoss des westlichen Treppenaufgangs. Das in die Wand eingelassene Relief mit einem Durchmesser von 53 cm schuf der Bildhauer Christian Daniel Rauch. Die Inschrift PRINZESSIN CARL VON PREUSSEN V. CH. RAUCH am äußeren Rand nennt Marie und den seit 1815 führenden Berliner Bildhauer.

### Gartensaal
Aus der Zeit Prinz Carls ebenfalls noch erhalten ist die Schinkel’sche Gestaltung des Eingangsbereichs zum zwei Stufen tiefer liegenden Gartensaal im Erdgeschoss. Die zweiflügelige Eichenholztür wird von einer Ädikula mit geradem Sturz aus weißem Marmor und Porphyr-Säulen mit weißen Basen und Kompositkapitellen umrahmt. Dem Eingangsbereich direkt gegenüber liegt der Balkonvorbau mit der dreiflügeligen Fenstertür, die zum Pleasureground führt. Der Raum des Vorbaus wird zum Saal hin von zwei kannelierten dorischen Marmorsäulen unterbrochen. In der Mitte des Gartensaals ist der von Schinkel gestaltete Fußboden erhalten geblieben, dem der Architekt ein Muster aus quadratisch, dreieckig und rund geformten weißen und braunroten Steinplatten gab. Eine ehemals farbig eingelegte Steinintarsie im Mittelfeld zeigt auf einer knapp einen Quadratmeter großen Fläche jedoch nur noch die Umrisse einer geflügelten Frau mit Wasserkanne. Weitere Raumdekorationen, die die Ausstattung im 19. Jahrhundert wiedergeben könnten, sind nicht mehr vorhanden. Der ursprünglich dreiteilige Gartensaal ist durch Hinzunahme der westlich und östlich angrenzenden Räume auf 123 m² erweitert worden. Die Wände haben heute einen weißen Farbanstrich, und der Fußboden ist mit Ausnahme des erhaltenen Teils mit Stabparkett ausgelegt.

### Roter Saal
Auch über die ehemalige Gestaltung der Räume des Obergeschosses gibt es nur wenige Anhaltspunkte. Der Rote Saal war als Festsaal des Sommerschlosses mit einer Breite von circa sechs Metern und einer Länge von rund zehn Metern nur für kleinere Festlichkeiten geeignet. Für die großen Empfänge nutzte Prinz Carl die repräsentativeren Säle seines Berliner Stadtpalais am Wilhelmplatz. Schinkel hatte als Wanddekoration ein ca. 30 cm hohes Holzpaneel aus Mahagoni vorgesehen und darüber eine durch gemalte gerahmte Felder gegliederte Wandfläche, die mit einem umlaufenden Fries aus Kreisen und Rechtecken die obere Wandzone abschloss.
Die zur Schinkelzeit sicher mit Gegenständen im Stil des Klassizismus ausgestatteten Räume erfuhren noch zu Lebzeiten des Prinzen Carl in der zweiten Hälfte des 19. Jahrhunderts eine Veränderung im Zeitgeschmack des Historismus. Eine Neugestaltung des quer durch das Obergeschoss gehenden Roten Saals geht aus einem Vermerk des Hofmarschalls vom 27. April 1872 hervor: S.K.H. besichtigte die während des Winters vorgenommenen Bauten […], darauf nahmen Allerhöchstdieselben den oberen Salon, der ganz neu wiederhergestellt war, in Augenschein. Ein Detail der Neuausstattung belegt eine um 1950 entstandene Fotoaufnahme, die einen Kamin mit Spiegelaufsatz im Stil des Neo-Rokoko zeigt. Zudem geht aus der Publikation des Kunsthistorikers Rudolf Bergau, „Inventar der Bau- und Kunstdenkmäler in der Provinz Brandenburg“ von 1885, hervor, dass eine Uhr in Boullearbeit zur späteren Ausstattung des Roten Saals gehörte. Ebenfalls vermerkt sind Boullemöbel, barocke Silbervasen und Sèvres-Porzellane zur Dekoration der angrenzenden Appartements des Prinzenpaares.
Während der Sanierung in den 1990er Jahren bekam der Saal einen einfarbig roten Wandanstrich, eine weiße Decke und Kassettenparkett. Die heute verschollene Kaminfront im Neo-Rokokostil an der Ostwand wurde schon 1951 gegen eine klassizistische aus weißem Marmor ausgetauscht. Sie stammt aus der Schinkelzeit und war ursprünglich im Hofdamenflügel eingebaut. Auf einen Schinkelentwurf von 1830 geht auch ein 14-armiger, feuervergoldeter Reifenkronleuchter mit Glasbehang zurück, wie auch ein darunter stehender runder Mahagonitisch mit Mittelsäule und drei konvex geschwungenen Greifenfüßen. Einen weiteren rechteckigen Mahagonitisch an der Westwand entwarf Schinkel 1828 für das Palais am Wilhelmplatz. Die Platte mit Ahornintarsien ruht auf zwei balusterförmigen, zur Hälfte kannelierten Beinen, die von konvex-konkav geschwungenen Füßen getragen werden. Die mit Ornamenten aus ölvergoldetem Blei verzierten Füße werden durch eine gedrechselte, vergoldete Querstange miteinander verbunden. Durch die ornamentale Gestaltung mit Palmetten, Akanthus und Pinienzapfen am Ende der Querstange werden Motive aus der Antike übernommen.
Die museale Tischdekoration zeigt eine um 1825 von der Königlichen Porzellan-Manufaktur Berlin (KPM) gefertigte Kratervase mit goldfarbener Ornamentik und zwei Bildmotiven im Stil pompejanischer Malerei. Zur ursprünglichen Ausstattung des Schlosses Glienicke gehörten zwei daneben stehende Kandelaber. Die 78 cm hohen Kerzenleuchter aus feuervergoldeter Bronze sind um 1837 in der Pariser Manufaktur von Pierre Philippe Thomire gefertigt worden, der ähnlich aussehende Modelle unter anderem für das Versailler Grand Trianon und Schloss Pillnitz in Dresden herstellte. Die Glienicker Kandelaber haben eine dreieckige, konkav geschwungene Plinthe. Drei darüber angebrachte Greifenfüße tragen eine kannelierte Kugel und den darauf ruhenden kannelierten, sich nach oben verjüngenden Schaft, der an den Enden mit stilisierten Akanthusblättern verziert ist. Für die Kerzen finden sich ein Halter in der Mitte und fünf nach außen schwingende Arme mit schmückendem Akanthuslaub.
Von den vielfältigen Silberarbeiten sind nur wenige Stücke nach Glienicke zurückgekommen. Zu einem lange Zeit verschollenen, 1827 für die Hochzeit des Prinzen Carl mit Marie von Sachsen-Weimar-Eisenach geschaffenen Hochzeitsservice aus Silber gehörte ein an der Nordwand des Saals ausgestellter Tafelaufsatz nach dem Vorbild der so genannten Warwick-Vase. Der Berliner Hofgoldschmied Johann George Hossauer schuf die Silberarbeit nach einem Entwurf Karl Friedrich Schinkels, dem als Vorbild die bekannte marmorne Schale aus dem 1. Jahrhundert n. Chr. diente, die der Archäologe Gavin Hamilton 1771 bei Tivoli in den Ruinen der Villa Adriana des römischen Kaisers Hadrian fand.
Im Jahr 1828 wurde der silberne Tafelaufsatz auf der Berliner Akademieausstellung gezeigt, als er sich bereits im Besitz des Prinzen Carl befand. Der Tafelaufsatz ist noch bis 1939 in Glienicke nachweisbar, wurde jedoch nach dem Zweiten Weltkrieg von Prinz Friedrich Leopold jun. verkauft. 2008 konnten zwanzig Teile aus dem Hochzeitsservice von der SPSG zurückerworben werden. Schinkel und Hossauer gestalteten die Warwick-Vase wie das Original mit Motiven aus der Bacchus-Mythologie. Abweichend davon verschlossen sie die Henkelschale mit einem Deckel, der mit einem Pinienzapfen bekrönt ist, und stellten das Gefäß auf einen von vier geflügelten Greifenfüßen getragenen kegelförmigen Sockel, den sie mit Weinlaub und vier vollplastischen Pantherfiguren schmückten. An den ehemaligen Hausherrn und einige seiner Familienangehörigen erinnern großformatige Porträtgemälde und eine Büste mit dem Abbild des etwa 30-jährigen Prinzen Carl. Die Arbeit des Bildhauers Julius Simony, eines Schülers Gottfried Schadows, wird auf ca. 1832 datiert, weil sie im selben Jahr auf der Akademieausstellung in Berlin gezeigt wurde. Als Vorlage diente Simony ein von Franz Krüger um 1831 gemaltes Porträt. Ein Gemälde Krügers von 1852 zeigt Prinz Carl als 51-Jährigen. In der Uniform eines Generals der Infanterie ist er mit dem Schwarzen Adlerorden, dem Roten Adlerorden, dem Königlichen Hausorden und dem Kreuz des Johanniterordens dekoriert. Das Johanniterkreuz fügte Krüger vermutlich nachträglich ein, da Prinz Carl erst 1853 zum Herrenmeister ernannt wurde. Ein Gemälde von Julius Schoppe aus dem Jahr 1838 zeigt die 30-jährige Prinzessin Marie in romantischer Gartenlandschaft und ein um 1830 entstandenes Gemälde von Jan Baptist van der Hulst die jüngste Schwester des Prinzen Carl, Luise von Preußen, die 1825 Friedrich von Oranien-Nassau heiratete. Ihren Gemahl porträtierte Carl von Steuben bereits um 1815 im Alter von etwa 18 Jahren. Auf preußischer Uniform trägt er den niederländischen Militär-Wilhelms-Orden, das Eiserne Kreuz am schwarzen Band und den Schwarzen Adlerorden, der ihm 1815 für die Verdienste an der Seite Preußens im Kampf gegen die napoleonische Besetzung verliehen wurde. Das größte Gemälde im Roten Saal ist ein Reiterbild von Antonio Schrader. Es zeigt den preußischen König und Vater Prinz Carls, Friedrich Wilhelm III., während der Befreiungskriege und in ähnlicher Pose, wie Jacques-Louis David Bonaparte beim Überschreiten der Alpen am Großen Sankt Bernhard darstellte. Unter dunklem Himmel ist im Hintergrund die Stadtsilhouette von Berlin sichtbar.

### Grüner Salon
An den Roten Saal grenzt nach Osten das ehemalige Appartement der Prinzessin Marie. Der Grüne Salon und das daran anschließende Grüne Schlafzimmer waren im Schloss Glienicke ihre einzigen Privaträume. Von der Möblierung aus der Schinkelzeit war bereits Ende der 1930er Jahre nichts mehr vorhanden. Durch ein Foto von 1938 kann im Grünen Salon lediglich eine heute verschollene, mit vergoldeten Leisten und Perlstäben verzierte Kaminfront belegt werden. Die darüberliegende Wandfläche schmückte eine Schablonenmalerei mit stilisierten Akantusvoluten.
Bei der Restaurierung in den 1990er Jahren erhielt das ehemalige Wohnzimmer einen einfarbigen Wandanstrich im Farbton des Schweinfurter Grün und einen mit Kassettenparkett ausgelegten Boden. Zur heutigen musealen Ausstattung mit Schinkel-Möbeln gehört ein 1830 gefertigter Reifenkronleuchter mit Bronzeornamentik und Glasbehang, der dem Leuchter im Roten Salon ähnelt. Zwei schwarz lackierte Polsterstühle und ein gepolsterter Armlehnstuhl im Sheraton-Stil mit vergoldetem Tiefschnitt, vergoldeten Bleiornamenten und gelber Tuchbespannung sind Reste einer Sitzgarnitur von 1828, die ursprünglich im Wohnzimmer der Prinzessin Marie im Berliner Palais am Wilhelmplatz stand. Die Anregung für das Stuhlmodell fand Schinkel auf seiner Englandreise 1826 im Landsdowne House im Londoner Berkeley Square (Westminster). Vermutlich auch aus dem Wohnzimmer des Berliner Palais stammt ein Chaise Longue im Stil einer griechischen Kline. Die schwarz lackierte Ruheliege mit rosafarbener Tuchbespannung sowie vergoldeter Bleiornamentik am Fußende und am hochgeschwungenen Kopfteil war im ausgehenden 18. Jahrhundert ein beliebtes Möbelstück für das elegant eingerichtete „Boudoir der Dame.“
Aus Schloss Glienicke stammt ein ebenfalls nach englischem Einfluss gefertigter Beistelltisch aus Mahagoni, der für Kartenspiele konzipiert war. An der nur 28,5 × 28,5 cm großen Platte, die auf einer 78 cm hohen Sechskantsäule ruht, können runde und rechteckige, spielkartengroße Ablagen ausgeklappt werden. Ein weiterer kleiner Beistelltisch zeigt auf einer von der KPM gefertigten runden Porzellanplatte Medaillons mit Motiven Berliner Gebäude und des Kasinos im Glienicker Park, umrahmt mit goldfarbenen Arabesken. Ein Mahagonitisch mit quadratischer Platte, die zur Vergrößerung der Tischfläche aufgeklappt werden kann, stand ursprünglich im Berliner Stadtschloss. Er gelangte 1919 ins Haus Doorn, das niederländische Exil Wilhelms II. Porzellan aus dem Besitz des Prinzen Carl, hergestellt von der KPM, ist in einer um 1825/30 gearbeiteten Vitrine aus Palisanderholz mit Intarsien ausgestellt. Neben Tellern mit Blumendekor aus den Jahren 1820 und 1845 zeigen zwei Teller Glienicker Motive. Sie entstanden vermutlich zwischen 1870 und 1889, denn auf einem der goldumrandeten Teller ist das Jagdschloss Glienicke noch im französischen Barockstil abgebildet, also vor dem Umbau 1889, der andere wurde mit der Ansicht des Schlosses Glienicke und der Löwenfontäne bemalt. Auf der Vitrine steht eine um 1820 ebenfalls bei der KPM hergestellte sogenannte Redensche Kratervase mit Berliner Motiven. An den Wänden hängen Werke zeitgenössischer Künstler des 19. Jahrhunderts. Es handelt sich um Gemälde mit Glienicker Motiven von Johannes Joseph Destrée, Eduard Gaertner und Julius Schoppe, ein Stillleben des späteren Direktors der KPM, Gottfried Wilhelm Völcker, und Porträts der Prinzessin Marie von Julius Schoppe und der Königin Luise von Johann Heinrich Schröder.

### Schlafzimmer
Das ehemals türkisfarbene Schlafzimmer der Prinzessin Marie erfuhr bereits 1889 eine ungünstige bauliche Veränderung. Prinz Friedrich Leopold sen. ließ die Nordwand mit der im Plan von ca. 1826 eingezeichneten Bettnische und einen links daneben über Eck stehenden Kamin entfernen, sodass der Raum durch die ganze Gebäudetiefe ging. Durch Zumauerung eines Fensters an der Nordseite zum Gartenhof bekam der langgestreckte Raum nur noch Tageslicht durch ein Fenster in der Südwand. In den 1950er Jahren wurde das Zimmer durch Einziehen von Zwischenwänden wieder unterteilt, jedoch ohne Berücksichtigung der Bettnische. So entstand erneut die Raumanordnung wie zur Zeit des Fürsten Hardenberg.
Zur heutigen Möblierung gehören ein gepolsterter Mahagoni-Armstuhl und ein Mahagoni-Stuhl mit Rohrgeflecht, deren einziger Schmuck schlanke balusterförmig gedrechselte Vorderbeine sind – ein charakteristisches Merkmal Schinkel’scher Stuhlmodelle. Die schlichten, bürgerlicher Einrichtung nahestehenden Möbelstücke stammen aus dem Glienicker Schloss und zeigen den zum Teil einfach gehaltenen Einrichtungsstil des Sommerschlosses, das, im Gegensatz zum Stadtpalais, kaum repräsentativen Zwecken dienen musste. In ebenso schlichter Form gehalten ist ein Toilettentisch mit verspiegelter Rückwand von 1820 und ein Sofa mit Mahagoni-Furnier von etwa 1830 aus dem zerstörten Berliner Stadtschloss. Beide Möbelstücke werden Schinkel zugeschrieben. Die Wände schmücken Gemälde mit italienischen Landschaftsdarstellungen von Konstantin Cretius, Ferdinand Konrad Bellermann, Julius Helfft, Heinrich Adam, Carl Ludwig Rundt und Carl Wilhelm Götzloff sowie ein Blick auf Glienicke, vom Potsdamer Neuen Garten aus gesehen, von Karl Wilhelm Pohlke.

### Weißer Salon
An den Roten Salon grenzt nach Westen das ehemalige Appartement des Prinzen Carl, beginnend mit dem Weißen Salon, auch Marmorzimmer genannt. Dessen Schinkel’sche Raumgestaltung konnte anhand von Fotos am treffendsten rekonstruiert werden. Die Kopien der im Grundrissplan von circa 1826 eingezeichneten Ecksofas bekamen wie das Original eine weißlackierte Holzrahmung, eine fast bis zum Boden reichende Sitzpolsterung und ein gepolstertes Rückenteil mit rotem Stoffbezug. Waagerecht laufende goldfarbene Bordüren an der Vorderseite vermitteln den Eindruck zweier übereinander liegender Sitzkissen. Zwei runde Tische mit Volutenfüßen ersetzen die ursprünglich von Schinkel entworfenen quadratischen Marmortische mit Mittelsäule. An den Wandflächen aus weißem Stuckmarmor wiederholen sich die goldfarbenen Streifen durch senkrecht laufende Linien in den Wandecken und in einem umlaufenden Fries in der oberen Wandzone sowie an den profilierten Türgewänden und dem darüberliegenden Gebälkaufsatz. Weiterer Wandschmuck sind Gipsbüsten auf Konsolen vor rosettenförmigen Wandnischen. Die Büsten stellen Prinzessin Marie, den Gartenarchitekten Peter Joseph Lenné und Karl Friedrich Schinkel dar. Vorbild waren Modelle des Bildhauers Christian Daniel Rauch.
Zudem gehörten wahrscheinlich zur ursprünglichen Möblierung des Raums auf Rollen stehende Sessel mit ungewöhnlich niedrigem Rückenteil, schneckenförmigen Volutenarmlehnen und balusterförmigen Vorderbeinen. Die vier massig wirkenden Schinkel-Sessel werden wegen ihrer weißen Farblackierung dem Weißen Salon zugeordnet und sind Teile aus der Auktionsmasse von 1930/31. Bis sie nach einer Restaurierung als Leihgabe des Kunstgewerbemuseums der Staatlichen Museen Berlin in Glienicke wieder zur Aufstellung kommen, werden sie durch zwei Armstühle ersetzt, die Schinkel 1828 für das Empfangszimmer, das sogenannte Rezeptionszimmer, der Prinzessin Marie im Berliner Palais am Wilhelmplatz entworfen hatte. Die ölvergoldeten Buchenholz-Stühle mit goldfarbenem Stoffbezug gestaltete Schinkel mit schmalen Armlehnen und aufgesetzter Polsterung. Sie ruhen auf nach vorn schwingenden Voluten, die eine Rosette mit Blumenornament umschließen. Eine ähnliche Ornamentik findet sich in seitlichen Sitzbegrenzungen aus Metallguss wieder. Die Grundform dieses Sessels geht auf einen Stuhltypus zurück, der auf einem Fries in Herculaneum abgebildet war und in dem archäologischen Werk Antichità di Ercolano im 18. Jahrhundert publiziert wurde. Weitere Prunksessel in diesem Stil, nur mit Sphingen als Armstützen, entwarf Schinkel auch für den Empfangssaal im Palais am Wilhelmplatz sowie den Teesalon und den Sternsaal im Berliner Stadtschloss. Ebenfalls nach einem Schinkel-Entwurf um 1825/1830 gefertigt wurde eine Lampenschale aus Milchglas. Die Schale ist mit einer ornamentalen Rahmung aus vergoldetem Zinkguss eingefasst und hat acht nach außen schwingende Leuchterarme.

### Blaues Eckzimmer
Das nach Westen anschließende Blaue Eckzimmer war die Bibliothek und das Arbeitszimmer des Prinzen Carl. Ursprünglich in einem Blauton gehaltene Wandflächen und ein umlaufender Fries mit floralem Muster konnten anhand von Resten auf einem um 1950 entstandenen Foto für diesen Raum festgestellt werden. Zur Möblierung gehörte vermutlich ein schlichter, viertüriger Bücherschrank, dessen Türverglasung durch drei Sprossen gegliedert war und in den untersten Türzonen je ein fast quadratisches Blendfeld hatte. Eine dunkelbraune Schablonenmalerei aus Linien, Blättern und Rosetten auf dem umlaufenden Kranzgesims fand sich auch auf Armlehnstühlen aus Ahorn wieder. Auf Grund der identischen Ornamentik werden die auf Fotos festgehaltenen Möbelstücke zusammengehörend diesem Raum zugeordnet. Der Verbleib der um 1828 entworfenen Schinkel-Möbel ist unbekannt.
Die einzigen Möbelstücke aus dem Inventar des Schlosses Glienicke nach einem Entwurf Schinkels sind in diesem Raum zwei Polsterstühle aus Mahagoni mit gelbfarbenem Stoffbezug. Neben balusterförmig gedrechselten Vorderbeinen ziert die Stühle unterhalb des bis zur Hälfte reichenden Rückenpolsters eine fast bis zur Sitzfläche gehende hölzerne Gitterornamentik aus Rosetten mit Kreuzblumen und Akanthusblättern. Als elegantestes von Schinkel entworfenes Sitzmöbel gilt ein Armlehnstuhl, der englischen Einfluss zeigt. Er stammt aus einer Garnitur, die 1828 für das Wohn- und Arbeitszimmer des Prinzen im Palais am Wilhelmplatz entworfen wurde. Schinkel verwendete hier zum ersten Mal Palisanderholz, das während der englischen Regency-Periode in Mode gekommene rosewood. Den grazil wirkenden Stuhl auf Rollen gestaltete er mit niedrig angelegter Sitzfläche auf kannelierten Vorderbeinen, schmalen rundgepolsterten Armlehnen, die von zierlichen polierten Messingbalustern gestützt werden, und einem Rückenteil mit schmalem, hölzernem Kopfbrett und einer Quersprosse mit Rosettenornament. Die ursprüngliche Bespannung aus kirschrotem  Tuch konnte unter später erneuerten Bezügen entdeckt und nachgewoben werden.
An der Südwand steht auf einem mahagonifurnierten Holzpostament mit dreistufig geschweiftem Sockel eine Eisenguss-Replik der berühmten und oft kopierten Warwick-Vase. Aus Schloss Charlottenburg und dem Inventar Friedrich Wilhelms III. stammt ein Mahagoni-Sofa im Biedermeier–Stil mit gelbfarbenem Stoffbezug sowie ein dazugehörender Mahagoni-Tisch. Wenige Bücher aus der zuvor gut ausgestatteten Bibliothek Prinz Carls und persönliche Gegenstände sind in einem kleinen Bücherschrank ausgestellt, der aus dem Nachlass des Kunsthistorikers Sievers stammt. Davon gilt ein Tintenfass als Kuriosum, das aus dem Huf des 1854 verstorbenen Jagdpferdes Agathon hergestellt wurde, welches ab 1828 über zwanzig Jahre im Marstall des Prinzen stand. Der ausgehöhlte Huf wird durch einen Messingdeckel geschlossen. Eine bekrönende Astgabel mit dem ligierten Spiegelmonogramm „C“ unter der Preußenkrone in der Mitte diente zur Ablage eines Federhalters. Eine Gravur auf der Vorderseite des Hufs erinnert an das Jagdpferd: AGATHON geb 8/4.22 † 29/10.54. Ein von Franz Krüger gemaltes Bild an der Nordwand des Blauen Eckzimmers zeigt das Lieblingspferd des Prinzen. Weitere Gemälde schmücken die Wände mit Porträts des Prinzen Carl von den Künstlern Nikolaus Lauer und Christian Tangermann wie auch Glienicke-Ansichten von Adalbert Lompeck und Julius Schoppe. Den langjährigen Bediensteten Mohr Achmed, der 1828 erstmals als Diener des Prinzen Carl erwähnt wurde, malte Constantin Schroeter.

### Arbeitszimmer
Wie die Bibliothek diente auch das ehemalige Rosa Cabinett der Fürstin Hardenberg dem Prinzen Carl als Arbeitszimmer. Von der ursprünglichen Dekoration und Möblierung ist nichts bekannt, wie auch bei dem ehemals nachfolgenden, schon im Westflügel liegenden Schlafzimmer und den daran anschließenden Dienerzimmern, in denen heute das Hofgärtnermuseum untergebracht ist.
Der kleine Raum beherbergt in Vitrinen ausgestellte Reststücke von Porzellanen, silbernem Tafelgeschirr, Glasgefäße und Aquarelle aus dem Besitz des Prinzen Carl. Die Aquarelle aus der Zeit um 1830 bis 1835 stammen von Franz Krüger und zeigen detailgetreu gezeichnete Kutschen und Schlitten, die Prinz Carl auf seinen Reisen in Russland benutzte oder die in großer Zahl zu seinem Fuhrpark gehörten. Die KPM übernahm die Aquarellserie als Vorlage für Dessertteller, von denen nur wenige im Schloss Glienicke gezeigt werden können, weil das meiste Porzellan durch die Versteigerungsauktion 1931 verloren ging. So auch eine zwischen 1825 und 1828 von der KPM nach eigenen Vorlagen gestaltete Serie Motivteller, von denen nur drei Teller mit Ansichten des Kasinos, des Schlosses und des Schlosshofes in Glienicke erhalten sind, wie auch zwei Teller aus einer KPM-Serie mit Pflanzendarstellungen nach Pierre-Joseph Redouté von 1823 bis 1837.

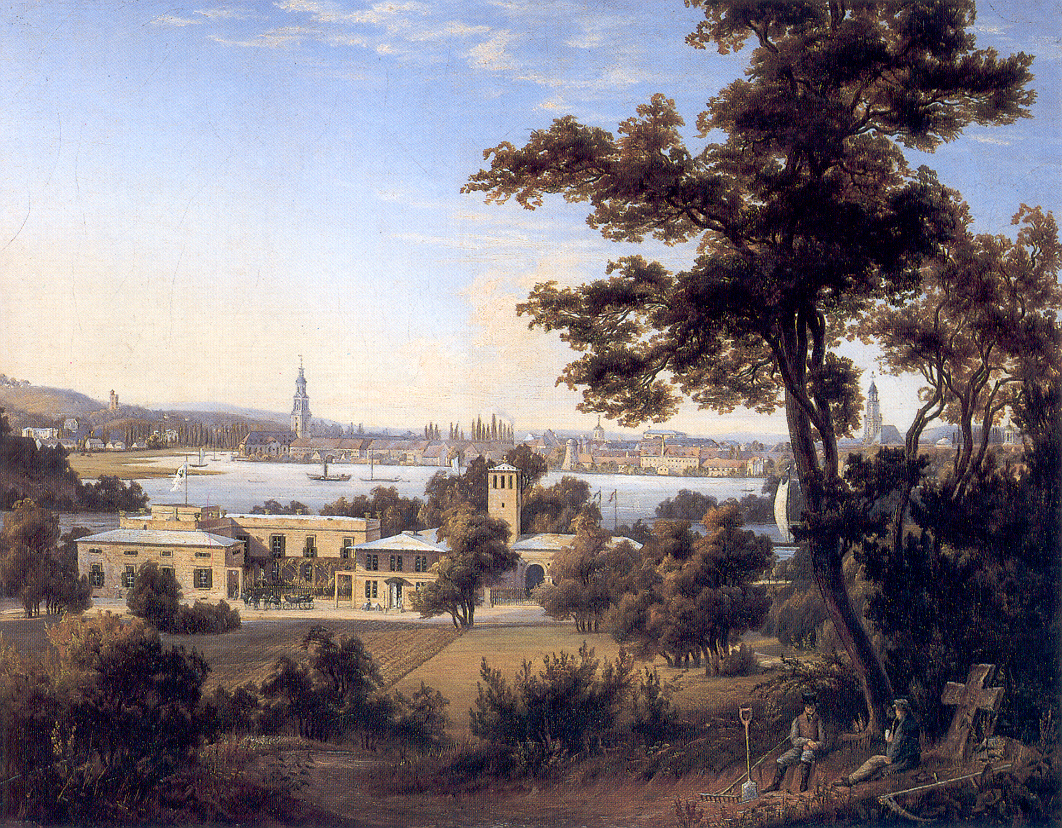
Ansicht von Potsdam über Glienicke, 1838, Carl Daniel Freydank. Ostseite des Gebäudeensembles vor den Veränderungen durch Ludwig Persius

Von den Tafelgläsern und Glaskaraffen sind ebenfalls nur wenige Einzelstücke erhalten geblieben. Sie haben je nach Verwendungszweck becher-, schalen- oder trichterförmiges Glas, einige mit Goldrand und balusterförmigem Schaft, andere mit achtseitig facettierter Wandung. Als auffälligstes Merkmal und Zierde weist auf allen Glasteilen ein vergoldeter Tiefschnitt entweder mit dem einfachen Monogramm oder dem ligierten Spiegelmonogramm „C“ unter der preußischen Königskrone auf den ehemaligen Besitzer Prinz Carl hin. Die Monogramme finden sich auch auf Silberarbeiten aus der Werkstatt Johann George Hossauers wieder, aber auch abweichend davon eine von Schinkel entworfene Besitzermarke mit einem Adler im Kreis der Kette des Schwarzen Adlerordens unter der preußischen Königskrone. Hossauer, der 1826 von Friedrich Wilhelm III. den Titel Goldschmied Seiner Majestät des Königs verliehen bekam, war zu seiner Zeit einer der bekanntesten Goldschmiede und arbeitete mit Schinkel eng zusammen. Seine Silberarbeiten waren durch die Stilformen des Barocks geprägt. Von seinen vielfältigen für Prinz Carl gefertigten Arbeiten sind in Glienicke neben der Warwick-Vase nur noch zwei Zuckerstreudosen, zwei Silberschalen, vier Branntweinbecher, ein Handleuchter mit Löschhut, ein Wasserkessel mit Réchaud, eine Präsentierschale, drei Weinuntersetzer und ein Weinkühler aus der Zeit zwischen 1820 und 1864 ausgestellt. Ebenso zu sehen ist ein Hofmarschallstab, der für Zeremonielle bei Empfängen genutzt wurde und dessen Silberteile Hossauer gestaltete: eine lange Silberspitze mit Stahlkugel am unteren Ende des polierten Holzstabs und ein Silberknauf auf der gegenüberliegenden Seite mit aufgenietetem preußischen Adler, der eine Krone trägt und in seinen Fängen das Kreuz des Schwarzen Adlerordens hält. Die Collane des Ordens umschließt den birnenförmigen Knauf.

### Flur im Obergeschoss des Westflügels
Der langgestreckte Flur auf der Ostseite des Westflügels, von dem aus heute die Räume des Hofgärtnermuseums betreten werden können, ist dem Zweck der musealen Nutzung entsprechend mit Porträtbildern preußischer Hofgärtner ausgestattet, zu denen unter anderem Mitglieder der Familien Salzmann, Nietner, Sello, Fintelmann oder der Gartenkünstler Peter Joseph Lenné gehören.
Die einst farbenfrohe Ausgestaltung des Flurs im 19. Jahrhundert kann wiederum durch Ausschnitte auf 1937 erstellten Fotos belegt werden. Danach bestand die Dekoration der Westwand im unteren Bereich aus einer rund einen halben Meter hohen Papiertapete, die ein in Felder gegliedertes, marmoriertes Holzpaneel vortäuschte, und darüber eine Panoramatapete mit italienischen Landschaften, deren einzelne Bildmotive durch Laubenpfosten unterteilt wurden. Der Hersteller dieser handgedruckten Tapete Les Vues d’Italie von 1818 war die heute noch firmierende französische Manufaktur Zuber & Cie. aus dem elsässischen Rixheim, der gestaltende Künstler Pierre-Antoine Mongin. Die gegenüberliegende Fensterseite zum Gartenhof erhielt eine Verkleidung mit gemalten oder tapezierten Wandquadern und die Decke ein Laubendach. Nach Vorgaben Schinkels gestaltete Julius Schoppe die nördliche Wand am Ende des Flurs mit einem Panoramablick auf die Insel Capri. So suggerierte das Gesamtbild einen Laubengang mit weiten Ausblicken in italienische Landschaften auf der einen Seite und auf der anderen, aus den wirklichen Fenstern heraus, die Sicht in den italienisierend gestalteten Gartenhof mit seinen Ausschmückungen aus der Antike.
Die Gestaltung einzelner Räume mit Landschaftstapeten war seit Anfang des 19. Jahrhunderts sehr modern. Neben den bildungsfördernden Eigenschaften erweckten die großflächigen Landschaftsbilder die Illusion, in einem fremden Land oder fernen Kontinent zu sein. Die Empfindungen eines Betrachters beschreibt Jean-Jacques Rousseau, der Panoramabilder als „Augenweide“ empfand „von der ein undefinierbarer Hauch von Magie und Übernatürlichkeit ausgeht, welche den Geist und die Sinne anregt. Man vergisst die Welt, man vergisst sich selbst, man weiß nicht mehr, wo man ist.“

## Nebengebäude

### Kavalierflügel

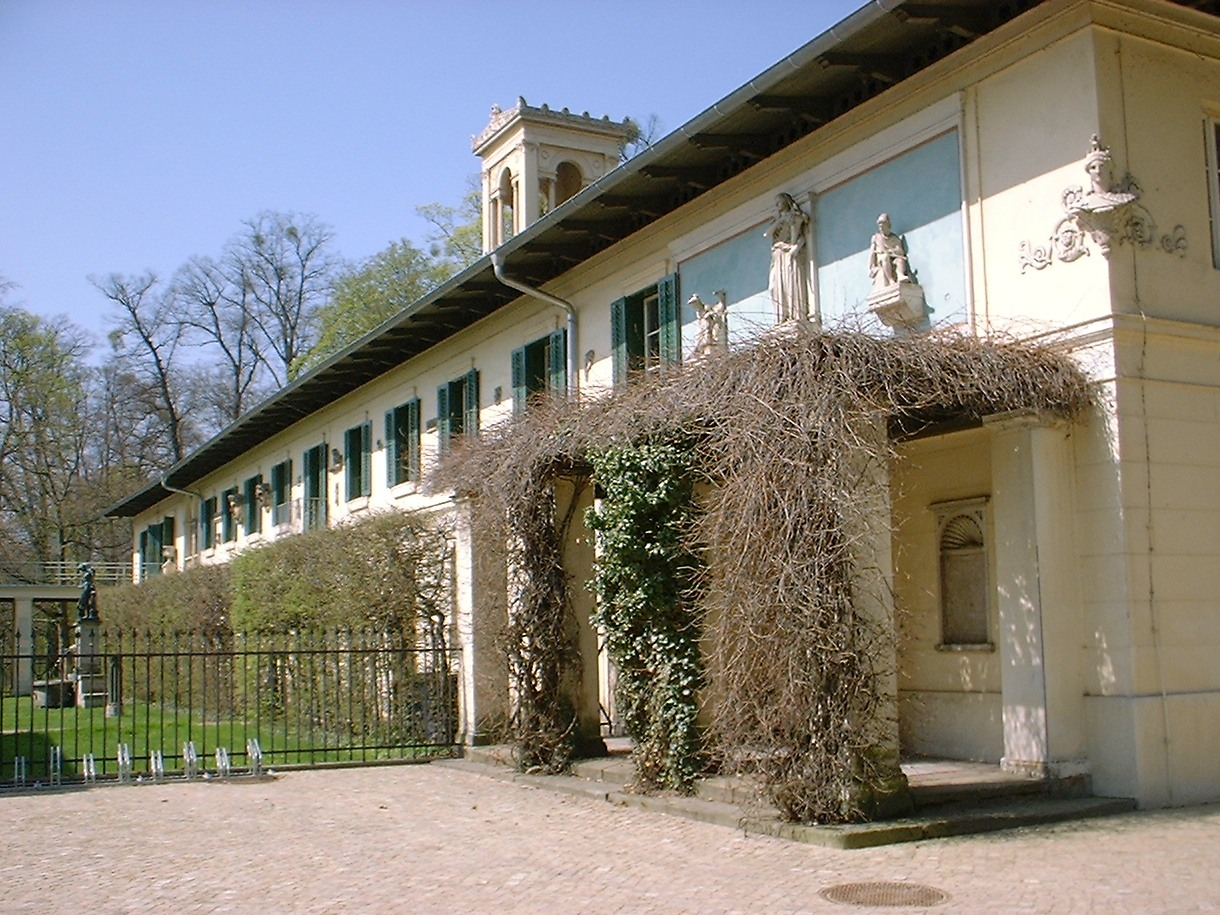
Der Kavalierflügel mit Blick in den Gartenhof und die Ildefonso-Gruppe

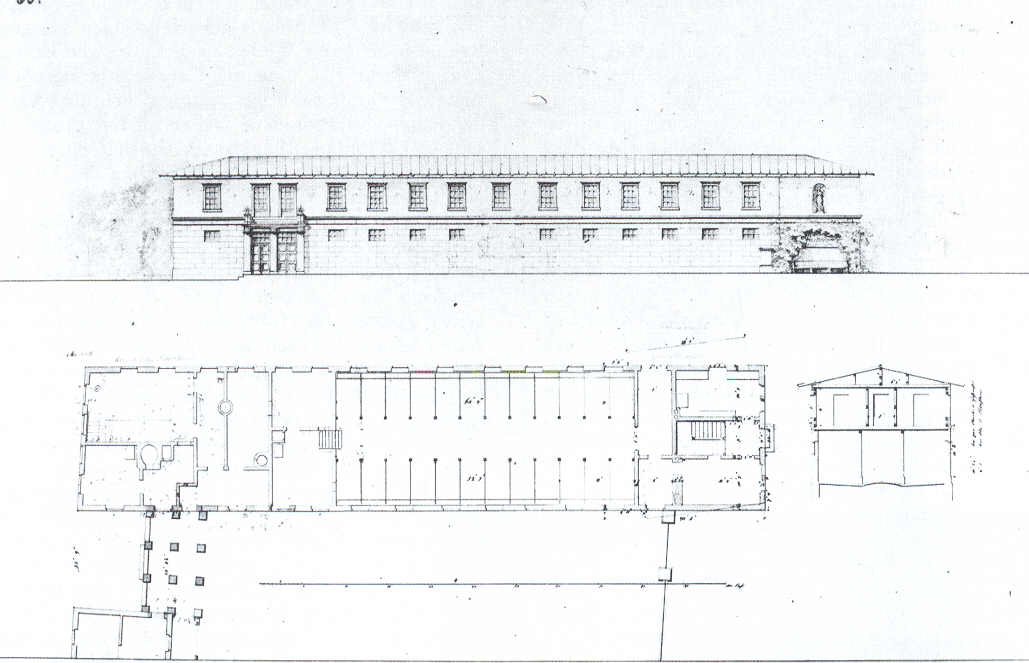
Grundriss des Erdgeschosses,
Zeichnung von 1828

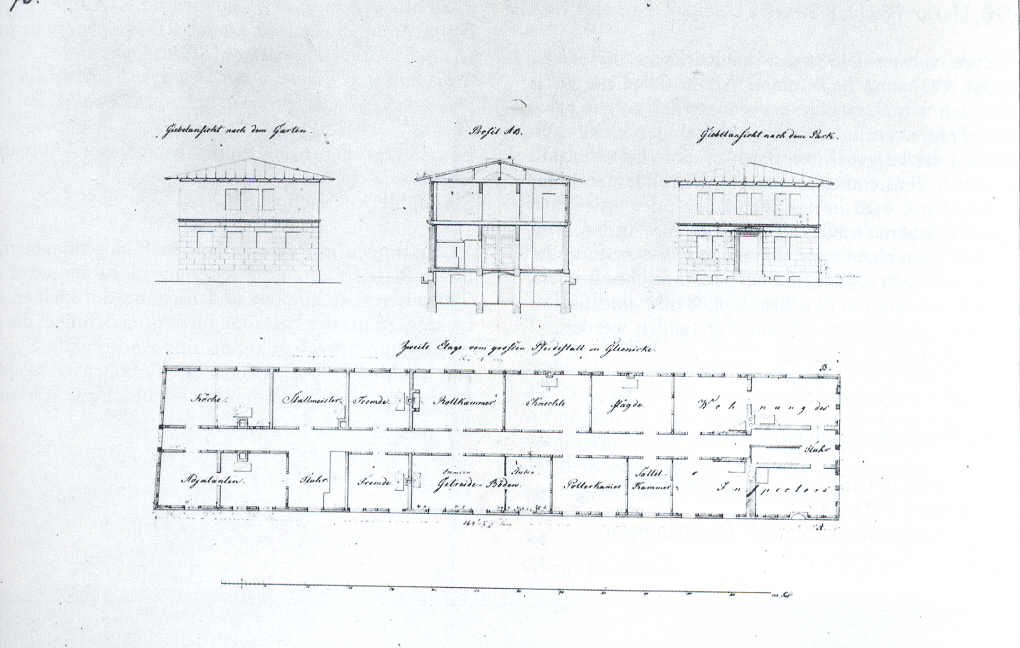
Grundriss des Obergeschosses,
Zeichnung von 1828

Das 1796 unter dem Grafen Lindenau im Norden errichtete Wirtschaftsgebäude mit Pferdestall wurde 1828 nach Osten verlängert und um ein Vollgeschoss aufgestockt. Die Pläne für den Umbau zeichnete Ludwig Persius nach Angaben Karl Friedrich Schinkels. Dem italienisierenden Stil des Schlosses angepasst, entstand ein Gebäude in der Art einfacher südländischer Häuser mit flach geneigtem, überstehendem Walmdach aus Zinkblech, Fensteröffnungen mit Fensterläden und einer flach gedeckten Pergola mit massiven Pfeilern am südwestlichen Ende, die den Kavalierflügel mit dem Schloss verbindet. Wie am Schlossgebäude ließ Prinz Carl die Südseite zum Gartenhof mit Spolien aus der Antike schmücken, deren dekorative Anordnung der Bildhauer Christian Daniel Rauch übernahm.
In der Mitte der Südfassade kam zum Gartenhof freistehend eine Bronzekopie der Ildefonso-Gruppe nach dem Original im Museo del Prado in Madrid zur Aufstellung. Die Deutung der beiden lorbeerbekränzten Jünglinge ist bis heute umstritten. Seinerzeit aktuelle Deutungen waren nach Johann Joachim Winckelmann Orestes und Pylades, nach Lessing Schlaf und Tod. Angefertigt von der Gräflich Einsiedelschen Eisengießerei in Lauchhammer, ist die Skulpturengruppe mehrfach nachgegossen und an verschiedenen Orten platziert worden, unter anderem auch im Parkteil Charlottenhof im Park Sanssouci. Den östlichen Teil der Südfassade, der über die Gebäudeflucht des Schlosses hinausgeht, gestalteten Schinkel und Persius mit einer Steinbank in einer Weinlaube. Die Bank mit abgestuften Seitenwangen ist bis 1937 nachweisbar, heute aber nicht mehr vorhanden. Darüber schmücken Figurenabgüsse das Obergeschoss. In der Mitte befindet sich die Felicitas Publica, deren Original Christian Daniel Rauch für das Max-Joseph-Denkmal in München schuf. Sie wird von Statuetten der Iphigenie und des Odysseus flankiert. Es sind Arbeiten aus der Werkstatt des Bildhauers Christian Friedrich Tieck. Die Gebäudeecke ziert ein Kopf der Athene aus Zinkguss.
Die Namensgebung „Kavalierflügel“ oder auch „Kavaliergebäude“ ist irreführend, da diese Bezeichnung ein reines Wohngebäude suggeriert. Tatsächlich war es von vornherein als Wohn-, Wirtschafts- und Stallgebäude konzipiert. Der Eingang an der östlichen Schmalseite führte in das Obergeschoss und in eine Bedienstetenwohnung im Erdgeschoss. Daran schloss sich ein Pferdestall mit 24 Boxen an und im westlichen Drittel eine Küche sowie Waschräume. Das Obergeschoss hatte im Osten eine Wohnung des Inspectors, in der Mitte Dienstbotenzimmer, Getreidespeicher und Wirtschaftsräume. Auf der Westseite lagen Zimmer für den Stallmeister, Köche und zwei Fremdenzimmer. Zwei Räume, von denen aus das Dach der Pergola als Terrasse genutzt werden konnte, dienten als Unterkunft für Prinz Carls persönliche Adjutanten, die zeitweise Graf von Moltke und Prinz zu Hohenlohe-Ingelfingen waren. Ab 1832 konnten die Adjutantenzimmer direkt über eine zweite Treppe erreicht werden, die man über die Pergolaarchitektur betrat. Weitere kleine Umbauten im Innern erfolgten 1872 durch den Potsdamer Baumeister Ernst Petzholtz, der im Pferdestall die hölzerne Tragkonstruktion aus der Schinkelzeit gegen eine gusseiserne austauschte. Der vermutlich noch von Graf Lindenau mit gelblichroten Ziegeln gepflasterte Boden bekam einen neuen Belag aus Klinkerziegeln.
Nach dem Tod Prinz Carls verwahrloste der Kavalierflügel wie alle Gebäude der Parkanlage. Im Laufe der Jahrzehnte erfolgten zeitgleich mit dem Schlossgebäude Instandsetzungsarbeiten und eine Nutzung durch die verschiedenen Institutionen. Bei erneuten Renovierungsarbeiten 1988/89 konnten die in den 1950er Jahren verkleidete gusseiserne Tragkonstruktion und der Fußboden freigelegt werden. Seit März 2006 wird der ehemalige Pferdestall für Veranstaltungen genutzt.

### Remise und Turm

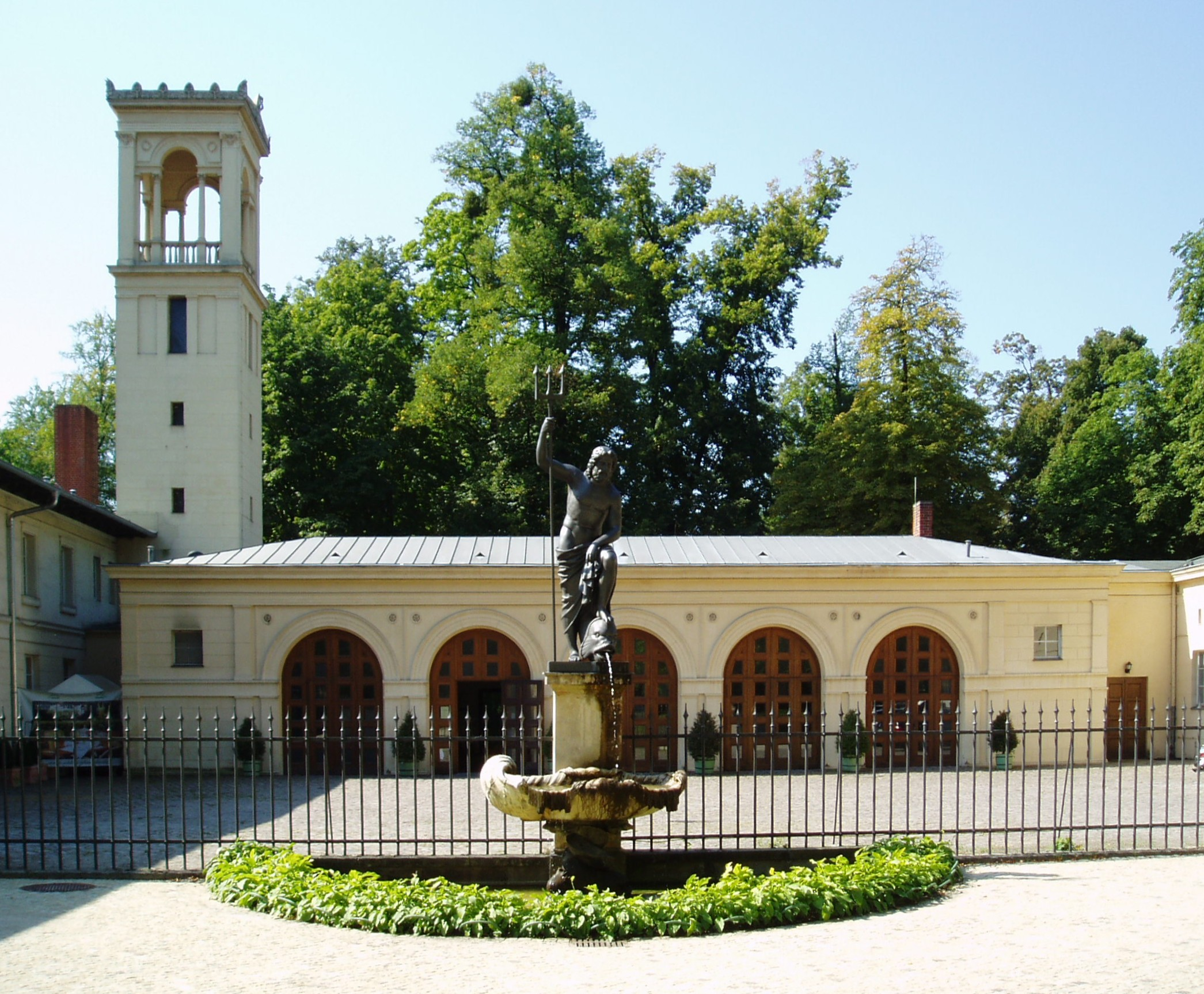
Remise und Turm

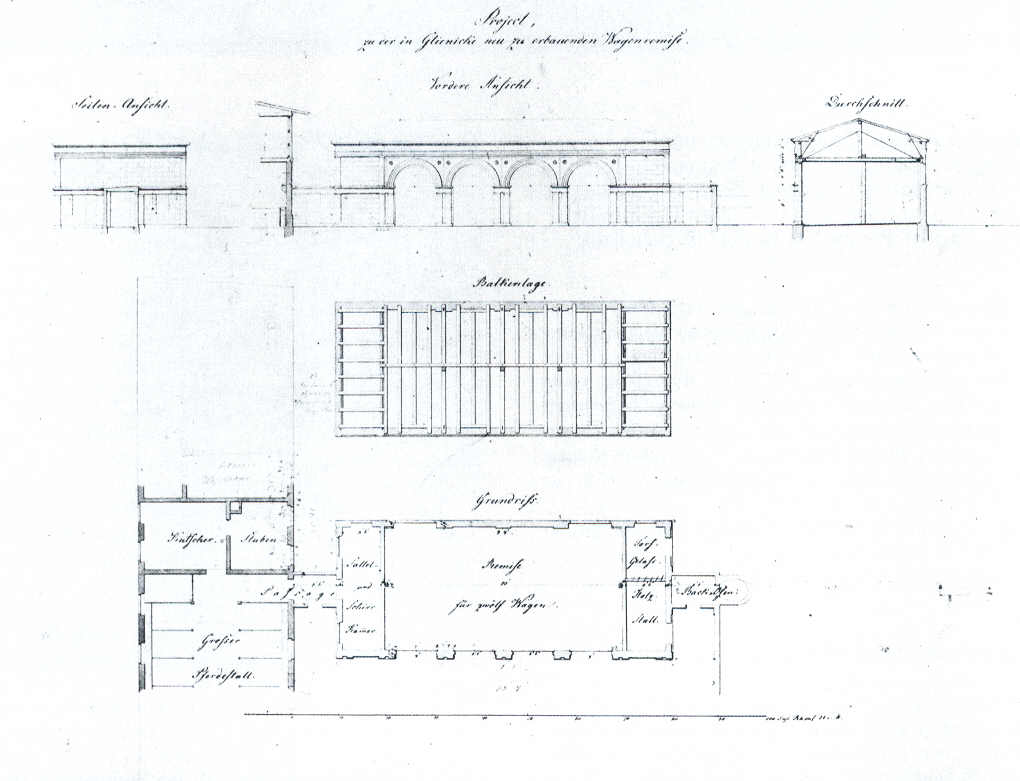
Die Remise,
Zeichnung von 1828

Das auf alten Bauplänen als Wagenremise bezeichnete Gebäude aus der Zeit des Grafen Lindenau musste wegen der nach Osten gehenden Verlängerung des Wirtschaftsgebäudes beziehungsweise Kavalierflügels abgebrochen werden. Als Ersatz erstellte Ludwig Persius 1828 nach Schinkels Angaben Entwürfe für eine neue Remise und setzte sie nach Norden, rechtwinklig zum westlichen Teil des Kavaliergebäudes. Die eingeschossige Wagenhalle bekam ein flach geneigtes Walmdach aus Zinkblech. An der ostseitigen Front führten vier Arkadenbögen mit Holztoren in die Remisenhalle, die nach Persius’ Entwurfszeichnung Platz für zwölf Kutschen bot. Nach Norden waren der Halle zwei Räume angegliedert, die als Torfgelaß und Holzstall dienten. Ein Backofen schloss sich nach außen an. Auf der Südseite lag eine Sattel- und Schirrkammer. Von hier führte eine Passage zu den Pferdeställen im Kavaliergebäude. Den Remisenhof ließ Schinkel im Norden mit einer Mauer und im Osten mit einem Gitterzaun einfrieden.
Eine Figur des Neptun in der Mitte des Gitters zum Hof kam erst am 23. Juni 1838 zur Aufstellung und war ein Geburtstagsgeschenk Friedrich Wilhelms III. an seinen Sohn. Sie ist eine Zweitfassung der Neptunfigur, die der Rauch-Schüler Ernst Rietschel für eine Brunnenanlage in Nordhausen schuf. Das Wasserbecken in Form einer Muschel stammt von einer nach Plänen Georg Wenzeslaus von Knobelsdorff 1751 bis 1762 errichteten, aber bereits 1797 wieder abgebrochenen Marmorkolonnade im Park Sanssouci. Eine weitere Muschel ließ Prinz Carl unterhalb der südseitigen Pergola des Kasinos aufstellen.
Zur Auflockerung und Belebung der Gebäudegruppe durch ein vertikales Bauwerk erstellte Persius nach Schinkels Angaben Pläne für einen Turmbau. Zwischen Remise und Kavaliergebäude entstand 1832 ein fünfgeschossiger Turm mit schmalen, hochrechteckigen Fensteröffnungen und einem Belvedere im obersten Geschoss. Das flache Zeltdach aus Zinkblech erhielt am Rand durch Antefixe eine antikisierende Bekrönung. Durch je einen Eingang im Norden und einen vom Waschraum im westlichen Teil des Kavaliergebäudes konnte der Turm betreten werden. Noch zu Lebzeiten Prinz Carls kam es zu größeren Umbauten. Den Auftrag zur Planung und Ausführung erhielt Ernst Petzholtz, der 1871/1872 den Turm um ein Geschoss erhöhte. Ebenso aufgestockt wurde die Remise, die er außerdem um einen Arkadenbogen verlängerte und unterkellerte. Der Turm behielt die schmalen Fensterschlitze und öffnete sich im sechsten Obergeschoss mit serlianischen Fenstern wieder zu einem Belvedere. Ebenso erhielt das nun flache Satteldach wieder antikisierenden Bauschmuck durch Akroterien in Palmettenornamentik. Nach jahrzehntelanger Verwahrlosung wurde die baufällige Remise in den 1950er Jahren abgebrochen und nur das Untergeschoss wieder aufgebaut. Rechtwinklig kam ein ebenfalls eingeschossiges Gebäude hinzu, das nun anstelle der Mauer den Hofabschluss nach Norden bildet. Seit 1986 wird die Remise gastronomisch genutzt.